# Liste der AMD-Ryzen-Prozessoren
Bei der Ryzen-Serie handelt es sich um x86-64-Mikroprozessoren des US-amerikanischen Chipherstellers AMD, die auf den Mikroarchitekturen Zen, Zen+, Zen 2, Zen 3, Zen 4 und Zen 5 basieren. Die Ryzen-Serie ist der Nachfolger der FX-Serie und wurde 2017 eingeführt. Später folgten Athlon-Modelle für den Low-Cost-Preisbereich, basierend auf der gleichen Architektur, jedoch beschnitten in Ausstattung und Leistung. Die Ryzen-Prozessoren mit dem „Pro“-Namenszusatz sind primär für Business-PCs vorgesehen und umfassen zusätzliche Sicherheitsfeatures sowie eine verlängerte Garantie.
Mit der Mikroarchitektur Zen 4 kam es 2022 bei den Ryzen Desktop-Prozessoren zur Änderung des Prozessorsockels vom bisherigen Sockel AM4 zum Sockel AM5.

## Desktop

### Zen

#### Summit Ridge (Serie 1000)
Gemeinsame Merkmale von Ryzen 1000 Desktop-CPUs:
- Sockel: AM4.
- Alle CPUs unterstützen DDR4–2666 im Dual-Channel.
- L1-Cache: 96 KB (32 KB Daten + 64 KB Anweisungen) pro Kern.
- L2-Cache: 512 KB pro Kern.
- MMX, SSE, SSE2, SSE3, SSSE3, SSE4a, SSE4.1, SSE4.2, CLMUL, AES-NI, AVX, AMD64, NX-Bit, SMP, OPM und AMD-V
- Alle CPUs unterstützen 24 PCIe 3.0-Lanes. 4 der Lanes sind als Link zum Chipsatz reserviert.
- Keine integrierte Grafik.
- Herstellungsprozess: 14 nm.

| Marke \| Modell | Marke \| Modell | Kerne (Threads) | Takt (GHz) (a) | Takt (GHz) (a) | L3-Cache (gesamt) | TDP  | Kern- konfiguration (b) | Einführungs- datum |
| Marke \| Modell | Marke \| Modell | Kerne (Threads) | Basis          | Boost          | L3-Cache (gesamt) | TDP  | Kern- konfiguration (b) | Einführungs- datum |
| --------------- | --------------- | --------------- | -------------- | -------------- | ----------------- | ---- | ----------------------- | ------------------ |
| Ryzen 7         | 1800X           | 8 (16)          | 3,6            | 4,0            | 16 MB             | 95 W | 2 × 4                   | 2. März 2017       |
| Ryzen 7         | 1700X           | 8 (16)          | 3,4            | 3,8            | 16 MB             | 95 W | 2 × 4                   | 2. März 2017       |
| Ryzen 7         | 1700 (c)        | 8 (16)          | 3,0            | 3,7            | 16 MB             | 65 W | 2 × 4                   | 2. März 2017       |
| Ryzen 5         | 1600X           | 6 (12)          | 3,6            | 4,0            | 16 MB             | 95 W | 2 × 3                   | 11. Apr. 2017      |
| Ryzen 5         | 1600 (c)        | 6 (12)          | 3,2            | 3,6            | 16 MB             | 65 W | 2 × 3                   | 11. Apr. 2017      |
| Ryzen 5         | 1500X (c)       | 4 (8)0          | 3,5            | 3,7            | 16 MB             | 65 W | 2 × 2                   | 11. Apr. 2017      |
| Ryzen 5         | 1400            | 4 (8)0          | 3,2            | 3,4            | 08 MB0            | 65 W | 2 × 2                   | 11. Apr. 2017      |
| Ryzen 3         | 1300X (c)       | 4 (4)0          | 3,5            | 3,7            | 08 MB0            | 65 W | 2 × 2                   | 27. Juli 2017      |
| Ryzen 3         | 1200 (c)        | 4 (4)0          | 3,1            | 3,4            | 08 MB0            | 65 W | 2 × 2                   | 27. Juli 2017      |

#### Whitehaven (Serie 1000)
Gemeinsame Merkmale von Ryzen 1000 Threadripper-CPUs:
- Sockel: sTR4.
- Alle CPUs unterstützen DDR4–2666 im Quad-Channel.
- L1-Cache: 96 KB (32 KB Daten + 64 KB Anweisungen) pro Kern.
- L2-Cache: 512 KB pro Kern.
- MMX, SSE, SSE2, SSE3, SSSE3, SSE4a, SSE4.1, SSE4.2, CLMUL, AES-NI, AVX, AMD64, NX-Bit, SMP, OPM und AMD-V
- Alle CPUs unterstützen 64 PCIe 3.0-Lanes. 4 der Lanes sind als Link zum Chipsatz reserviert.
- Keine integrierte Grafik.
- Herstellungsprozess: 14 nm.

| Marke \| Modell    | Marke \| Modell | Kerne (Threads) | Takt (GHz) (a) | Takt (GHz) (a) | L3-Cache (gesamt) | TDP   | Chiplets    | Kern- konfiguration (b) | Einführungs- datum |
| Marke \| Modell    | Marke \| Modell | Kerne (Threads) | Basis          | Boost          | L3-Cache (gesamt) | TDP   | Chiplets    | Kern- konfiguration (b) | Einführungs- datum |
| ------------------ | --------------- | --------------- | -------------- | -------------- | ----------------- | ----- | ----------- | ----------------------- | ------------------ |
| Ryzen Threadripper | 1950X           | 16 (32)         | 3,4            | 4,0            | 32 MB             | 180 W | 2 × CCD (c) | 4 × 4                   | 31. Juli 2017      |
| Ryzen Threadripper | 1920X           | 12 (24)         | 3,5            | 4,0            | 32 MB             | 180 W | 2 × CCD (c) | 4 × 3                   | 31. Juli 2017      |
| Ryzen Threadripper | 1900            | 08 (16)         | 3,8            | 4,0            | 16 MB             | 180 W | 2 × CCD (c) | 2 × 4                   | 31. Juli 2017      |

#### Raven Ridge (Serie 2000)
Gemeinsame Merkmale von Ryzen 2000 Desktop-APUs:
- Sockel: AM4.
- Alle CPUs unterstützen DDR4–2933 im Dual-Channel.
- L1-Cache: 96 KB (32 KB Daten + 64 KB Anweisungen) pro Kern.
- L2-Cache: 512 KB pro Kern.
- MMX, SSE, SSE2, SSE3, SSSE3, SSE4a, SSE4.1, SSE4.2, CLMUL, AES-NI, AVX, AMD64, NX-Bit, SMP, OPM und AMD-V
- Alle CPUs unterstützen 16 PCIe 3.0-Lanes. 4 der Lanes sind als Link zum Chipsatz reserviert.
- Enthält integrierte GCN-GPU der 5. Generation.
- Herstellungsprozess: 14 nm FinFET.

| Marke \| Modell | Marke \| Modell | CPU             | CPU            | CPU            | CPU               | GPU           | GPU   | GPU        | TDP  | Einführungs- datum |
| Marke \| Modell | Marke \| Modell | Kerne (Threads) | Takt (GHz) (a) | Takt (GHz) (a) | L3-Cache (gesamt) | Modell        | Kerne | Takt (GHz) | TDP  | Einführungs- datum |
| Marke \| Modell | Marke \| Modell | Kerne (Threads) | Basis          | Boost          | L3-Cache (gesamt) | Modell        | Kerne | Takt (GHz) | TDP  | Einführungs- datum |
| --------------- | --------------- | --------------- | -------------- | -------------- | ----------------- | ------------- | ----- | ---------- | ---- | ------------------ |
| Ryzen 5         | 2400G (b)       | 4 (8)           | 3,6            | 3,9            | 4 MB              | RX Vega 11    | 11    | 1,25       | 65 W | 12. Feb. 2018      |
| Ryzen 5         | 2400GE (b)      | 4 (8)           | 3,2            | 3,8            | 4 MB              | RX Vega 11    | 11    | 1,25       | 35 W | 19. Apr. 2018      |
| Ryzen 3         | 2200G (b)       | 4 (4)           | 3,5            | 3,7            | 4 MB              | Radeon Vega 8 | 08    | 1,10       | 65 W | 12. Feb. 2018      |
| Ryzen 3         | 2200GE (b)      | 4 (4)           | 3,2            | 3,6            | 4 MB              | Radeon Vega 8 | 08    | 1,10       | 35 W | 19. Apr. 2018      |
| Ryzen 3         | PRO 2100GE      | 2 (4)           | 3,2            | ?              | 4 MB              | Radeon Vega 3 | 03    | 1,00       | 35 W | 2019               |

### Zen+

#### Pinnacle Ridge (Serie 2000)
Gemeinsame Merkmale von Ryzen 2000 Desktop-CPUs:
- Sockel: AM4.
- Alle CPUs unterstützen DDR4–2933 im Dual-Channel, mit Ausnahme von R7 2700E und R5 2600E, die DDR4–2666 unterstützen.
- L1-Cache: 96 KB (32 KB Daten + 64 KB Anweisungen) pro Kern.
- L2-Cache: 512 KB pro Kern.
- MMX, SSE, SSE2, SSE3, SSSE3, SSE4a, SSE4.1, SSE4.2, CLMUL, AES-NI, AVX, AMD64, NX-Bit, SMP, OPM und AMD-V
- Alle CPUs unterstützen 24 PCIe 3.0-Lanes. 4 der Lanes sind als Link zum Chipsatz reserviert.
- Keine integrierte Grafik.
- Herstellungsprozess: 12 nm FinFET.

| Marke \| Modell | Marke \| Modell | Kerne (Threads) | Takt (GHz) (a) | Takt (GHz) (a) | L3-Cache (gesamt) | TDP   | Kern- konfiguration (b) | Einführungs- datum |
| Marke \| Modell | Marke \| Modell | Kerne (Threads) | Basis          | Boost          | L3-Cache (gesamt) | TDP   | Kern- konfiguration (b) | Einführungs- datum |
| --------------- | --------------- | --------------- | -------------- | -------------- | ----------------- | ----- | ----------------------- | ------------------ |
| Ryzen 7         | 2700X           | 8 (16)          | 3,7            | 4,3            | 16 MB             | 105 W | 2 × 4                   | 19. Apr. 2018      |
| Ryzen 7         | 2700            | 8 (16)          | 3,2            | 4,1            | 16 MB             | 065 W | 2 × 4                   | 19. Apr. 2018      |
| Ryzen 7         | 2700E (c)       | 8 (16)          | 2,8            | 4,0            | 16 MB             | 045 W | 2 × 4                   | Sep. 2018          |
| Ryzen 5         | 2600X           | 6 (12)          | 3,6            | 4,2            | 16 MB             | 095 W | 2 × 3                   | 19. Apr. 2018      |
| Ryzen 5         | 2600 (c)        | 6 (12)          | 3,4            | 3,9            | 16 MB             | 065 W | 2 × 3                   | 19. Apr. 2018      |
| Ryzen 5         | 2600E (c)       | 6 (12)          | 3,1            | 4,0            | 16 MB             | 045 W | 2 × 3                   | Sep. 2018          |
| Ryzen 5         | 1600 (AF) (d)   | 6 (12)          | 3,2            | 3,6            | 16 MB             | 065 W | 2 × 3                   | 11. Okt. 2019      |
| Ryzen 5         | 2500X           | 4 (8)0          | 3,6            | 4,0            | 08 MB             | 065 W | 1 × 4                   | 10. Sep. 2018      |
| Ryzen 3         | 2300X (c)       | 4 (4)0          | 3,5            | 4,0            | 08 MB             | 065 W | 1 × 4                   | 10. Sep. 2018      |
| Ryzen 3         | 1200 (AF) (d)   | 4 (4)0          | 3,1            | 3,4            | 08 MB             | 065 W | 1 × 4                   | 21. Apr. 2020      |

#### Colfax (Serie 2000)
Gemeinsame Merkmale von Ryzen 2000 Threadripper-CPUs:
- Sockel: sTR4.
- Alle CPUs unterstützen DDR4–2933 im Quad-Channel.
- L1-Cache: 96 KB (32 KB Daten + 64 KB Anweisungen) pro Kern.
- L2-Cache: 512 KB pro Kern.
- MMX, SSE, SSE2, SSE3, SSSE3, SSE4a, SSE4.1, SSE4.2, CLMUL, AES-NI, AVX, AMD64, NX-Bit, SMP, OPM und AMD-V
- Alle CPUs unterstützen 64 PCIe 3.0-Lanes. 4 der Lanes sind als Link zum Chipsatz reserviert.
- Keine integrierte Grafik.
- Herstellungsprozess: 12 nm.

| Marke \| Modell    | Marke \| Modell | Kerne (Threads) | Takt (GHz) (a) | Takt (GHz) (a) | L3-Cache (gesamt) | TDP   | Chiplets | Kern- konfiguration (b) | Einführungs- datum |
| Marke \| Modell    | Marke \| Modell | Kerne (Threads) | Basis          | Boost          | L3-Cache (gesamt) | TDP   | Chiplets | Kern- konfiguration (b) | Einführungs- datum |
| ------------------ | --------------- | --------------- | -------------- | -------------- | ----------------- | ----- | -------- | ----------------------- | ------------------ |
| Ryzen Threadripper | 2990WX          | 32 (64)         | 3,0            | 4,2            | 64 MB             | 250 W | 4 × CCD  | 8 × 4                   | 13. Aug. 2018      |
| Ryzen Threadripper | 2970WX          | 24 (48)         | 3,0            | 4,2            | 64 MB             | 250 W | 4 × CCD  | 8 × 3                   | Okt. 2018          |
| Ryzen Threadripper | 2950X           | 16 (32)         | 3,5            | 4,4            | 32 MB             | 180 W | 2 × CCD  | 4 × 4                   | 31. Aug. 2018      |
| Ryzen Threadripper | 2920X           | 12 (24)         | 3,5            | 4,3            | 32 MB             | 180 W | 2 × CCD  | 4 × 3                   | Okt. 2018          |

#### Picasso (Serie 3000)
Gemeinsame Merkmale von Ryzen 3000 Desktop-APUs:
- Sockel: AM4.
- Alle CPUs unterstützen DDR4–2933 im Dual-Channel.
- L1-Cache: 96 KB (32 KB Daten + 64 KB Anweisungen) pro Kern.
- L2-Cache: 512 KB pro Kern.
- MMX, SSE, SSE2, SSE3, SSSE3, SSE4a, SSE4.1, SSE4.2, CLMUL, AES-NI, AVX, AMD64, NX-Bit, SMP, OPM und AMD-V
- Alle CPUs unterstützen 16 PCIe 3.0-Lanes. 4 der Lanes sind als Link zum Chipsatz reserviert.
- Enthält integrierte GCN-GPU der 5. Generation.
- Herstellungsprozess: 12 nm FinFET.

| Marke \| Modell | Marke \| Modell | CPU             | CPU            | CPU            | CPU               | GPU             | GPU   | GPU        | TDP  | Einführungs- datum |
| Marke \| Modell | Marke \| Modell | Kerne (Threads) | Takt (GHz) (a) | Takt (GHz) (a) | L3-Cache (gesamt) | Modell          | Kerne | Takt (GHz) | TDP  | Einführungs- datum |
| Marke \| Modell | Marke \| Modell | Kerne (Threads) | Basis          | Boost          | L3-Cache (gesamt) | Modell          | Kerne | Takt (GHz) | TDP  | Einführungs- datum |
| --------------- | --------------- | --------------- | -------------- | -------------- | ----------------- | --------------- | ----- | ---------- | ---- | ------------------ |
| Ryzen 5         | 3400G (b)       | 4 (8)           | 3,7            | 4,2            | 4 MB              | Radeon Vega 11  | 11    | 1,4        | 65 W | 7. Juli 2019       |
| Ryzen 5         | PRO 3350G       | 4 (8)           | 3,6            | 4,0            | 4 MB              | Radeon Graphics | 10    | 1,3        | 65 W | 21. Juli 2020      |
| Ryzen 5         | PRO 3350GE      | 4 (4)           | 3,3            | 3,9            | 4 MB              | Radeon Graphics | 10    | 1,2        | 35 W | 21. Juli 2020      |
| Ryzen 3         | 3200G (b)       | 4 (4)           | 3,6            | 4,0            | 4 MB              | Radeon Vega 8   | 08    | 1,25       | 65 W | 7. Juli 2019       |
| Ryzen 3         | 3200GE (b)      | 4 (4)           | 3,3            | 3,8            | 4 MB              | Radeon Vega 8   | 08    | 1,2        | 35 W | 7. Juli 2019       |

### Zen 2

#### Matisse (Serie 3000)
Gemeinsame Merkmale von Ryzen 3000 Desktop-CPUs:
- Sockel: AM4.
- Alle CPUs unterstützen DDR4–3200 im Dual-Channel.
- L1-Cache: 64 KB (32 KB Daten + 32 KB Anweisungen) pro Kern.
- L2-Cache: 512 KB pro Kern.
- MMX, SSE, SSE2, SSE3, SSSE3, SSE4a, SSE4.1, SSE4.2, CLMUL, AES-NI, AVX, AVX2, AMD64, NX-Bit, SMP, OPM und AMD-V
- Alle CPUs unterstützen 24 PCIe 4.0-Lanes. 4 der Lanes sind als Link zum Chipsatz reserviert.
- Keine integrierte Grafik.
- Herstellungsprozess: TSMC 7 nm FinFET.

| Marke \| Modell | Marke \| Modell | Kerne (Threads) | Takt (GHz) (a) | Takt (GHz) (a) | L3-Cache (gesamt) | TDP   | Chiplets         | Kern- konfiguration (b) | Einführungs- datum |
| Marke \| Modell | Marke \| Modell | Kerne (Threads) | Basis          | Boost          | L3-Cache (gesamt) | TDP   | Chiplets         | Kern- konfiguration (b) | Einführungs- datum |
| --------------- | --------------- | --------------- | -------------- | -------------- | ----------------- | ----- | ---------------- | ----------------------- | ------------------ |
| Ryzen 9         | 3950X           | 16 (32)         | 3,5            | 4,7            | 64 MB             | 105 W | 2 × CCD 1 × I/OD | 4 × 4                   | 7. Juli 2019       |
| Ryzen 9         | 3900XT          | 12 (24)         | 3,8            | 4,7            | 64 MB             | 105 W | 2 × CCD 1 × I/OD | 4 × 3                   | Juli 2020          |
| Ryzen 9         | 3900X           | 12 (24)         | 3,8            | 4,6            | 64 MB             | 105 W | 2 × CCD 1 × I/OD | 4 × 3                   | 7. Juli 2019       |
| Ryzen 9         | 3900 (c)        | 12 (24)         | 3,1            | 4,3            | 64 MB             | 065 W | 2 × CCD 1 × I/OD | 4 × 3                   | 24. Sep. 2019      |
| Ryzen 7         | 3800XT          | 08 (16)         | 3,9            | 4,7            | 32 MB             | 105 W | 1 × CCD 1 × I/OD | 2 × 4                   | Juli 2020          |
| Ryzen 7         | 3800X           | 08 (16)         | 3,9            | 4,5            | 32 MB             | 105 W | 1 × CCD 1 × I/OD | 2 × 4                   | 7. Juli 2019       |
| Ryzen 7         | 3700X (c)       | 08 (16)         | 3,6            | 4,4            | 32 MB             | 065 W | 1 × CCD 1 × I/OD | 2 × 4                   | 7. Juli 2019       |
| Ryzen 5         | 3600XT          | 06 (12)         | 3,8            | 4,5            | 32 MB             | 095 W | 1 × CCD 1 × I/OD | 2 × 3                   | Juli 2020          |
| Ryzen 5         | 3600X           | 06 (12)         | 3,8            | 4,4            | 32 MB             | 095 W | 1 × CCD 1 × I/OD | 2 × 3                   | 7. Juli 2019       |
| Ryzen 5         | 3600 (c)        | 06 (12)         | 3,6            | 4,2            | 32 MB             | 065 W | 1 × CCD 1 × I/OD | 2 × 3                   | 7. Juli 2019       |
| Ryzen 5         | 3500X           | 6 (6)           | 3,6            | 4,1            | 32 MB             | 065 W | 1 × CCD 1 × I/OD | 2 × 3                   | 24. Sep. 2019      |
| Ryzen 5         | 3500            | 6 (6)           | 3,6            | 4,1            | 16 MB             | 065 W | 1 × CCD 1 × I/OD | 2 × 3                   | 15. Nov. 2019      |
| Ryzen 3         | 3300X           | 4 (8)           | 3,8            | 4,3            | 16 MB             | 065 W | 1 × CCD 1 × I/OD | 1 × 4                   | 21. Apr. 2020      |
| Ryzen 3         | 3100            | 4 (8)           | 3,6            | 3,9            | 16 MB             | 065 W | 1 × CCD 1 × I/OD | 2 × 2                   | Mai 2020           |

#### Castle Peak (Serie 3000)
Gemeinsame Merkmale von Ryzen 3000 Threadripper-CPUs:
- Sockel (Threadripper): sTRX4 | Sockel (Threadripper Pro): sWRX8.
- Threadripper-CPUs unterstützen DDR4–3200 im Quad-Channel, während Threadripper PRO-CPUs DDR4–3200 im Octa-Channel unterstützen.
- L1-Cache: 64 KB (32 KB Daten + 32 KB Anweisungen) pro Kern.
- L2-Cache: 512 KB pro Kern.
- MMX, SSE, SSE2, SSE3, SSSE3, SSE4a, SSE4.1, SSE4.2, CLMUL, AES-NI, AVX, AVX2, AMD64, NX-Bit, SMP, OPM und AMD-V
- Threadripper-CPUs unterstützen 64 PCIe 4.0-Lanes, während Threadripper PRO-CPUs 128 PCIe 4.0-Lanes unterstützen. 8 der Lanes sind als Link zum Chipsatz reserviert.
- Keine integrierte Grafik.
- Herstellungsprozess: TSMC 7 nm FinFET.

| Marke \| Modell        | Marke \| Modell | Kerne (Threads) | Takt (GHz) (a) | Takt (GHz) (a) | L3-Cache (gesamt) | TDP   | Chiplets         | Kern- konfiguration (b) | Einführungs- datum |
| Marke \| Modell        | Marke \| Modell | Kerne (Threads) | Basis          | Boost          | L3-Cache (gesamt) | TDP   | Chiplets         | Kern- konfiguration (b) | Einführungs- datum |
| ---------------------- | --------------- | --------------- | -------------- | -------------- | ----------------- | ----- | ---------------- | ----------------------- | ------------------ |
| Ryzen Threadripper PRO | 3995WX          | 64 (128)        | 2,7            | 4,2            | 256 MB            | 280 W | 8 × CCD 1 × I/OD | 16 × 4                  | 14. Juli 2020      |
| Ryzen Threadripper PRO | 3975WX          | 32 (64)0        | 3,5            | 4,2            | 128 MB            | 280 W | 4 × CCD 1 × I/OD | 08 × 4                  | 14. Juli 2020      |
| Ryzen Threadripper PRO | 3955WX          | 16 (32)0        | 3,9            | 4,3            | 064 MB            | 280 W | 2 × CCD 1 × I/OD | 04 × 4                  | 14. Juli 2020      |
| Ryzen Threadripper PRO | 3945WX          | 12 (24)0        | 4,0            | 4,3            | 064 MB            | 280 W | 2 × CCD 1 × I/OD | 04 × 3                  | 14. Juli 2020      |
| Ryzen Threadripper     | 3990X           | 64 (128)        | 2,9            | 4,3            | 256 MB            | 280 W | 8 × CCD 1 × I/OD | 16 × 4                  | 7. Feb. 2020       |
| Ryzen Threadripper     | 3970X           | 32 (64)0        | 3,7            | 4,5            | 128 MB            | 280 W | 4 × CCD 1 × I/OD | 08 × 4                  | 25. Nov. 2019      |
| Ryzen Threadripper     | 3960X           | 24 (48)0        | 3,8            | 4,5            | 128 MB            | 280 W | 4 × CCD 1 × I/OD | 08 × 3                  | 25. Nov. 2019      |

#### Renoir (Serie 4000 CPU)
Gemeinsame Merkmale von Ryzen 4000 Desktop-CPUs:
- Sockel: AM4.
- Alle CPUs unterstützen DDR4–3200 im Dual-Channel.
- L1-Cache: 64 KB (32 KB Daten + 32 KB Anweisungen) pro Kern.
- L2-Cache: 512 KB pro Kern.
- MMX, SSE, SSE2, SSE3, SSSE3, SSE4a, SSE4.1, SSE4.2, CLMUL, AES-NI, AVX, AVX2, AMD64, NX-Bit, SMP, OPM und AMD-V
- Alle CPUs unterstützen 24 PCIe 3.0-Lanes. 4 der Lanes sind als Link zum Chipsatz reserviert.
- Keine integrierte Grafik.
- Herstellungsprozess: TSMC 7 nm FinFET.

| Marke \| Modell | Marke \| Modell | Kerne (Threads) | Takt (GHz) (a) | Takt (GHz) (a) | L3-Cache (gesamt) | TDP  | Kern- konfiguration (b) | Einführungs- datum |
| Marke \| Modell | Marke \| Modell | Kerne (Threads) | Basis          | Boost          | L3-Cache (gesamt) | TDP  | Kern- konfiguration (b) | Einführungs- datum |
| --------------- | --------------- | --------------- | -------------- | -------------- | ----------------- | ---- | ----------------------- | ------------------ |
| Ryzen 5         | 4500            | 6 (12)          | 3,6            | 4,1            | 8 MB              | 65 W | 2 × 3                   | 4. Apr. 2022       |
| Ryzen 3         | 4100            | 4 (8)0          | 3,8            | 4,0            | 4 MB              | 65 W | 1 × 4                   | 4. Apr. 2022       |

#### Renoir (Serie 4000 APU)
Gemeinsame Merkmale von Ryzen 4000 Desktop-APUs:
- Sockel: AM4.
- Alle CPUs unterstützen DDR4–3200 im Dual-Channel.
- L1-Cache: 64 KB (32 KB Daten + 32 KB Anweisungen) pro Kern.
- L2-Cache: 512 KB pro Kern.
- MMX, SSE, SSE2, SSE3, SSSE3, SSE4a, SSE4.1, SSE4.2, CLMUL, AES-NI, AVX, AVX2, AMD64, NX-Bit, SMP, OPM und AMD-V
- Alle CPUs unterstützen 24 PCIe 3.0-Lanes. 4 der Lanes sind als Link zum Chipsatz reserviert.
- Enthält integrierte GCN-GPU der 5. Generation.
- Herstellungsprozess: TSMC 7 nm FinFET.

| Marke \| Modell | Marke \| Modell | CPU             | CPU            | CPU            | CPU               | CPU                     | GPU             | GPU   | GPU        | TDP  | Einführungs- datum |
| Marke \| Modell | Marke \| Modell | Kerne (Threads) | Takt (GHz) (a) | Takt (GHz) (a) | L3-Cache (gesamt) | Kern- konfiguration (b) | Modell          | Kerne | Takt (GHz) | TDP  | Einführungs- datum |
| Marke \| Modell | Marke \| Modell | Kerne (Threads) | Basis          | Boost          | L3-Cache (gesamt) | Kern- konfiguration (b) | Modell          | Kerne | Takt (GHz) | TDP  | Einführungs- datum |
| --------------- | --------------- | --------------- | -------------- | -------------- | ----------------- | ----------------------- | --------------- | ----- | ---------- | ---- | ------------------ |
| Ryzen 7         | 4700G (c)       | 8 (16)          | 3,6            | 4,4            | 8 MB              | 2 × 4                   | Radeon Graphics | 8     | 2,1        | 65 W | 21. Juli 2020      |
| Ryzen 7         | 4700GE (c)      | 8 (16)          | 3,1            | 4,3            | 8 MB              | 2 × 4                   | Radeon Graphics | 8     | 2,0        | 35 W | 21. Juli 2020      |
| Ryzen 5         | 4600G (c)       | 6 (12)          | 3,7            | 4,2            | 8 MB              | 2 × 3                   | Radeon Graphics | 7     | 1,9        | 65 W | 21. Juli 2020      |
| Ryzen 5         | 4600GE (c)      | 6 (12)          | 3,3            | 4,2            | 8 MB              | 2 × 3                   | Radeon Graphics | 7     | 1,9        | 35 W | 21. Juli 2020      |
| Ryzen 3         | 4300G (c)       | 4 (8)0          | 3,8            | 4,0            | 4 MB              | 1 × 4                   | Radeon Graphics | 6     | 1,7        | 65 W | 21. Juli 2020      |
| Ryzen 3         | 4300GE (c)      | 4 (8)0          | 3,5            | 4,0            | 4 MB              | 1 × 4                   | Radeon Graphics | 6     | 1,7        | 35 W | 21. Juli 2020      |

### Zen 3

#### Vermeer (Serie 5000)
Gemeinsame Merkmale von Ryzen 5000 Desktop-CPUs:
- Sockel: AM4.
- Alle CPUs unterstützen DDR4–3200 im Dual-Channel.
- L1-Cache: 64 KB (32 KB Daten + 32 KB Anweisungen) pro Kern.
- L2-Cache: 512 KB pro Kern.
- MMX, SSE, SSE2, SSE3, SSSE3, SSE4a, SSE4.1, SSE4.2, CLMUL, AES-NI, AVX, AVX2, AMD64, NX-Bit, SMP, OPM und AMD-V
- Alle CPUs unterstützen 24 PCIe 4.0-Lanes. 4 der Lanes sind als Link zum Chipsatz reserviert.
- Keine integrierte Grafik.
- Herstellungsprozess: TSMC 7 nm FinFET.
- Zusätzlich 64 MB einer 3D-Bibliothek des L3 Caches in Ryzen 7 5800X3D und 5700X3D sowie Ryzen 5 5600X3D.

| Marke \| Modell | Marke \| Modell | Kerne (Threads) | Takt (GHz) (a) | Takt (GHz) (a) | L3-Cache (gesamt) | TDP   | Chiplets         | Kern- konfiguration (b) | Einführungs- datum |
| Marke \| Modell | Marke \| Modell | Kerne (Threads) | Basis          | Boost          | L3-Cache (gesamt) | TDP   | Chiplets         | Kern- konfiguration (b) | Einführungs- datum |
| --------------- | --------------- | --------------- | -------------- | -------------- | ----------------- | ----- | ---------------- | ----------------------- | ------------------ |
| Ryzen 9         | 5950X           | 16 (32)         | 3,4            | 4,9            | 064 MB            | 105 W | 2 × CCD 1 × I/OD | 2 × 8                   | 5. Nov. 2020       |
| Ryzen 9         | 5900XT          | 16 (32)         | 3,3            | 4,8            | 064 MB            | 105 W | 2 × CCD 1 × I/OD | 2 × 8                   | 31. Jul. 2024      |
| Ryzen 9         | 5900X           | 12 (24)         | 3,7            | 4,8            | 064 MB            | 105 W | 2 × CCD 1 × I/OD | 2 × 6                   | 5. Nov. 2020       |
| Ryzen 9         | 5900 (c)        | 12 (24)         | 3,0            | 4,7            | 064 MB            | 065 W | 2 × CCD 1 × I/OD | 2 × 6                   | 12. Jan. 2021      |
| Ryzen 7         | 5800X3D         | 08 (16)         | 3,4            | 4,5            | 32+64 MB          | 105 W | 1 × CCD 1 × I/OD | 1 × 8                   | 20. Apr. 2022      |
| Ryzen 7         | 5800XT          | 08 (16)         | 3,8            | 4,8            | 032 MB            | 105 W | 1 × CCD 1 × I/OD | 1 × 8                   | 31. Jul. 2024      |
| Ryzen 7         | 5800X           | 08 (16)         | 3,8            | 4,7            | 032 MB            | 105 W | 1 × CCD 1 × I/OD | 1 × 8                   | 5. Nov. 2020       |
| Ryzen 7         | 5800 (c)        | 08 (16)         | 3,4            | 4,6            | 032 MB            | 065 W | 1 × CCD 1 × I/OD | 1 × 8                   | 12. Jan. 2021      |
| Ryzen 7         | 5700X3D         | 08 (16)         | 3,0            | 4,1            | 32+64 MB          | 105 W | 1 × CCD 1 × I/OD | 1 × 8                   | 8. Jan. 2024       |
| Ryzen 7         | 5700X           | 08 (16)         | 3,4            | 4,6            | 032 MB            | 065 W | 1 × CCD 1 × I/OD | 1 × 8                   | 4. Apr. 2022       |
| Ryzen 5         | 5600X3D         | 06 (12)         | 3,3            | 4,4            | 32+64 MB          | 105 W | 1 × CCD 1 × I/OD | 1 × 6                   | 7. Jul. 2023       |
| Ryzen 5         | 5600X           | 06 (12)         | 3,7            | 4,6            | 032 MB            | 065 W | 1 × CCD 1 × I/OD | 1 × 6                   | 5. Nov. 2020       |
| Ryzen 5         | 5600 (c)        | 06 (12)         | 3,5            | 4,4            | 032 MB            | 065 W | 1 × CCD 1 × I/OD | 1 × 6                   | 4. Apr. 2022       |

#### Cezanne (Serie 5000)
Gemeinsame Merkmale von Ryzen 5000 Desktop-CPUs:
- Sockel: AM4.
- Alle CPUs unterstützen DDR4–3200 im Dual-Channel.
- L1-Cache: 64 KB (32 KB Daten + 32 KB Anweisungen) pro Kern.
- L2-Cache: 512 KB pro Kern.
- MMX, SSE, SSE2, SSE3, SSSE3, SSE4a, SSE4.1, SSE4.2, CLMUL, AES-NI, AVX, AVX2, AMD64, NX-Bit, SMP, OPM und AMD-V
- Alle CPUs unterstützen 24 PCIe 3.0-Lanes unterstützt. 4 der Lanes sind als Link zum Chipsatz reserviert.
- Keine integrierte Grafik.
- Herstellungsprozess: TSMC 7 nm FinFET.

| Marke \| Modell | Marke \| Modell | Kerne (Threads) | Takt (GHz) (a) | Takt (GHz) (a) | L3-Cache (gesamt) | TDP  | Kern- konfiguration (b) | Einführungs- datum |
| Marke \| Modell | Marke \| Modell | Kerne (Threads) | Basis          | Boost          | L3-Cache (gesamt) | TDP  | Kern- konfiguration (b) | Einführungs- datum |
| --------------- | --------------- | --------------- | -------------- | -------------- | ----------------- | ---- | ----------------------- | ------------------ |
| Ryzen 7         | 5700            | 8 (16)          | 3,7            | 4,6            | 16 MB             | 65 W | 1 × 8                   | 4. Apr. 2022       |
| Ryzen 5         | 5500            | 6 (12)          | 3,6            | 4,2            | 16 MB             | 65 W | 1 × 6                   | 4. Apr. 2022       |
| Ryzen 3         | 5100            | 4 (8)0          | 3,8            | 4,2            | 08 MB             | 65 W | 1 × 4                   | 2023               |

#### Cezanne (Serie 5000 mit GCN-GPU)
Gemeinsame Merkmale von Ryzen 5000 Desktop-APUs:
- Sockel: AM4.
- Alle CPUs unterstützen DDR4–3200 im Dual-Channel.
- L1-Cache: 64 KB (32 KB Daten + 32 KB Anweisungen) pro Kern.
- L2-Cache: 512 KB pro Kern.
- MMX, SSE, SSE2, SSE3, SSSE3, SSE4a, SSE4.1, SSE4.2, CLMUL, AES-NI, AVX, AVX2, AMD64, NX-Bit, SMP, OPM und AMD-V
- Alle CPUs unterstützen 24 PCIe 3.0-Lanes. 4 der Lanes sind als Link zum Chipsatz reserviert.
- Enthält integrierte GCN-GPU der 5. Generation.
- Herstellungsprozess: TSMC 7 nm FinFET.

| Marke \| Modell | Marke \| Modell | CPU             | CPU            | CPU            | CPU               | CPU                     | GPU             | GPU   | GPU        | TDP  | Einführungs- datum |
| Marke \| Modell | Marke \| Modell | Kerne (Threads) | Takt (GHz) (a) | Takt (GHz) (a) | L3-Cache (gesamt) | Kern- konfiguration (b) | Modell          | Kerne | Takt (GHz) | TDP  | Einführungs- datum |
| Marke \| Modell | Marke \| Modell | Kerne (Threads) | Basis          | Boost          | L3-Cache (gesamt) | Kern- konfiguration (b) | Modell          | Kerne | Takt (GHz) | TDP  | Einführungs- datum |
| --------------- | --------------- | --------------- | -------------- | -------------- | ----------------- | ----------------------- | --------------- | ----- | ---------- | ---- | ------------------ |
| Ryzen 7         | 5705G           | 8 (16)          | 3,8            | 4,6            | 16 MB             | 1 × 8                   | Radeon Graphics | 8     | 2,0        | 65 W | 24. Feb. 2025      |
| Ryzen 7         | 5700G (c)       | 8 (16)          | 3,8            | 4,6            | 16 MB             | 1 × 8                   | Radeon Graphics | 8     | 2,0        | 65 W | 13. Apr. 2021      |
| Ryzen 7         | 5705GE          | 8 (16)          | 3,2            | 4,6            | 16 MB             | 1 × 8                   | Radeon Graphics | 8     | 2,0        | 35 W | 24. Feb. 2025      |
| Ryzen 7         | 5700GE (c)      | 8 (16)          | 3,2            | 4,6            | 16 MB             | 1 × 8                   | Radeon Graphics | 8     | 2,0        | 35 W | 13. Apr. 2021      |
| Ryzen 5         | 5605G           | 6 (12)          | 3,9            | 4,4            | 16 MB             | 1 × 6                   | Radeon Graphics | 7     | 1,9        | 65 W | 24. Feb. 2025      |
| Ryzen 5         | 5600G (c)       | 6 (12)          | 3,9            | 4,4            | 16 MB             | 1 × 6                   | Radeon Graphics | 7     | 1,9        | 65 W | 13. Apr. 2021      |
| Ryzen 5         | 5605GE          | 6 (12)          | 3,4            | 4,4            | 16 MB             | 1 × 6                   | Radeon Graphics | 7     | 1,9        | 35 W | 24. Feb. 2025      |
| Ryzen 5         | 5600GE (c)      | 6 (12)          | 3,4            | 4,4            | 16 MB             | 1 × 6                   | Radeon Graphics | 7     | 1,9        | 35 W | 13. Apr. 2021      |
| Ryzen 5         | 5600GT          | 6 (12)          | 3,6            | 4,6            | 16 MB             | 1 × 6                   | Radeon Graphics | 7     | 1,9        | 65 W | 8. Jan. 2024       |
| Ryzen 5         | 5500GT          | 6 (12)          | 3,6            | 4,4            | 16 MB             | 1 × 6                   | Radeon Graphics | 7     | 1,9        | 65 W | 8. Jan. 2024       |
| Ryzen 3         | 5305G           | 4 (8)0          | 4,0            | 4,2            | 08 MB             | 1 × 4                   | Radeon Graphics | 6     | 1,7        | 65 W | 24. Feb. 2025      |
| Ryzen 3         | 5300G (c)       | 4 (8)0          | 4,0            | 4,2            | 08 MB             | 1 × 4                   | Radeon Graphics | 6     | 1,7        | 65 W | 13. Apr. 2021      |
| Ryzen 3         | 5305GE          | 4 (8)0          | 3,6            | 4,2            | 08 MB             | 1 × 4                   | Radeon Graphics | 6     | 1,7        | 35 W | 24. Feb. 2025      |
| Ryzen 3         | 5300GE (c)      | 4 (8)0          | 3,6            | 4,2            | 08 MB             | 1 × 4                   | Radeon Graphics | 6     | 1,7        | 35 W | 13. Apr. 2021      |

#### Chagall (Serie 5000)
Gemeinsame Merkmale von Ryzen 5000 Threadripper-CPUs:
- Sockel: sWRX8.
- Alle CPUs unterstützen DDR4–3200 im Octa-Channel.
- L1-Cache: 64 KB (32 KB Daten + 32 KB Anweisungen) pro Kern.
- L2-Cache: 512 KB pro Kern.
- MMX, SSE, SSE2, SSE3, SSSE3, SSE4a, SSE4.1, SSE4.2, CLMUL, AES-NI, AVX, AVX2, AMD64, NX-Bit, SMP, OPM und AMD-V
- Alle CPUs unterstützen 128 PCIe 4.0-Lanes. 8 der Lanes sind als Link zum Chipsatz reserviert.
- Keine integrierte Grafik.
- Herstellungsprozess: TSMC 7 nm FinFET.

| Marke \| Modell        | Marke \| Modell | Kerne (Threads) | Takt (GHz) (a) | Takt (GHz) (a) | L3-Cache (gesamt) | TDP   | Chiplets         | Kern- konfiguration (b) | Einführungs- datum |
| Marke \| Modell        | Marke \| Modell | Kerne (Threads) | Basis          | Boost          | L3-Cache (gesamt) | TDP   | Chiplets         | Kern- konfiguration (b) | Einführungs- datum |
| ---------------------- | --------------- | --------------- | -------------- | -------------- | ----------------- | ----- | ---------------- | ----------------------- | ------------------ |
| Ryzen Threadripper PRO | 5995WX          | 64 (128)        | 2,7            | 4,5            | 256 MB            | 280 W | 8 × CCD 1 × I/OD | 8 × 8                   | 8. März 2022       |
| Ryzen Threadripper PRO | 5975WX          | 32 (64)0        | 3,6            | 4,5            | 128 MB            | 280 W | 4 × CCD 1 × I/OD | 4 × 8                   | 8. März 2022       |
| Ryzen Threadripper PRO | 5965WX          | 24 (48)0        | 3,8            | 4,5            | 128 MB            | 280 W | 4 × CCD 1 × I/OD | 4 × 6                   | 8. März 2022       |
| Ryzen Threadripper PRO | 5955WX          | 16 (32)0        | 4,0            | 4,5            | 064 MB            | 280 W | 2 × CCD 1 × I/OD | 2 × 8                   | 8. März 2022       |
| Ryzen Threadripper PRO | 5945WX          | 12 (24)0        | 4,1            | 4,5            | 064 MB            | 280 W | 2 × CCD 1 × I/OD | 2 × 6                   | 8. März 2022       |

### Zen 4

#### Raphael (Serie 7000)
Gemeinsame Merkmale von Ryzen 7000 Desktop-CPUs:
- Sockel: AM5.
- Alle CPUs unterstützen DDR5–5200 im Dual-Channel.
- L1-Cache: 64 KB (32 KB Daten + 32 KB Anweisungen) pro Kern.
- L2-Cache: 1 MB pro Kern.
- MMX, SSE, SSE2, SSE3, SSSE3, SSE4a, SSE4.1, SSE4.2, CLMUL, AES-NI, AVX, AVX2, AVX-512, AMD64, NX-Bit, SMP, OPM und AMD-V
- Alle CPUs unterstützen 28 PCIe 5.0-Lanes. 4 der Lanes sind als Link zum Chipsatz reserviert.
- Enthält bis auf die 7500F die integrierte RDNA 2 GPU mit 2 Grafikkernen und Basis-Taktraten von 0,4 GHz bis Boost-Taktraten von 2,2 GHz.
- Herstellungsprozess: TSMC 5 nm FinFET.
- Zusätzlich 64 MB einer 3D-Bibliothek des L3 Caches in Ryzen 9 7950X3D und 7900X3D, in Ryzen 7 7800X3D und in Ryzen 5 7600X3D.

| Marke \| Modell | Marke \| Modell | Kerne (Threads) | Takt (GHz) (a) | Takt (GHz) (a) | L3-Cache (pro CCD) | TDP   | Chiplets         | Kern- konfiguration (b) | Einführungs- datum |
| Marke \| Modell | Marke \| Modell | Kerne (Threads) | Basis          | Boost          | L3-Cache (pro CCD) | TDP   | Chiplets         | Kern- konfiguration (b) | Einführungs- datum |
| --------------- | --------------- | --------------- | -------------- | -------------- | ------------------ | ----- | ---------------- | ----------------------- | ------------------ |
| Ryzen 9         | 7950X3D         | 16 (32)         | 4,2            | 5,7            | 64+64 MB           | 120 W | 2 × CCD 1 × I/OD | 2 × 8                   | 28. Feb. 2023      |
| Ryzen 9         | 7950X           | 16 (32)         | 4,5            | 5,7            | 32+32 MB           | 170 W | 2 × CCD 1 × I/OD | 2 × 8                   | 27. Sep. 2022      |
| Ryzen 9         | 7900X3D         | 12 (24)         | 4,4            | 5,6            | 64+64 MB           | 120 W | 2 × CCD 1 × I/OD | 2 × 6                   | 28. Feb. 2023      |
| Ryzen 9         | 7900X           | 12 (24)         | 4,7            | 5,6            | 32+32 MB           | 170 W | 2 × CCD 1 × I/OD | 2 × 6                   | 27. Sep. 2022      |
| Ryzen 9         | 7900 (c)        | 12 (24)         | 3,7            | 5,4            | 32+32 MB           | 065 W | 2 × CCD 1 × I/OD | 2 × 6                   | 14. Jan. 2023      |
| Ryzen 7         | 7800X3D         | 08 (16)         | 4,2            | 5,0            | 32+64 MB           | 120 W | 1 × CCD 1 × I/OD | 1 × 8                   | 6. Apr. 2023       |
| Ryzen 7         | 7700X           | 08 (16)         | 4,5            | 5,4            | 032 MB             | 105 W | 1 × CCD 1 × I/OD | 1 × 8                   | 27. Sep. 2022      |
| Ryzen 7         | 7700 (c)        | 08 (16)         | 3,8            | 5,3            | 032 MB             | 065 W | 1 × CCD 1 × I/OD | 1 × 8                   | 14. Jan. 2023      |
| Ryzen 5         | 7600X3D         | 06 (12)         | 4,1            | 4,7            | 32+64 MB           | 065 W | 1 × CCD 1 × I/OD | 1 × 6                   | 5. Sep. 2024       |
| Ryzen 5         | 7600X           | 06 (12)         | 4,7            | 5,3            | 032 MB             | 105 W | 1 × CCD 1 × I/OD | 1 × 6                   | 27. Sep. 2022      |
| Ryzen 5         | 7600 (c)        | 06 (12)         | 3,8            | 5,1            | 032 MB             | 065 W | 1 × CCD 1 × I/OD | 1 × 6                   | 14. Jan. 2023      |
| Ryzen 5         | 7500F           | 06 (12)         | 3,7            | 5,0            | 032 MB             | 065 W | 1 × CCD 1 × I/OD | 1 × 6                   | 23. Juli 2023      |
| Ryzen 5         | 7400F           | 06 (12)         | 3,7            | 4,7            | 032 MB             | 065 W | 1 × CCD 1 × I/OD | 1 × 6                   | 9. Jan. 2025       |

#### Storm Peak (Serie 7000)
Gemeinsame Merkmale von Ryzen 7000 Threadripper-CPUs:
- Sockel: sTR5
- Threadripper-CPUs unterstützen DDR5–5200 im Quad-Channel, während Threadripper PRO-CPUs DDR5–5200 im Octa-Channel unterstützen.
- L1-Cache: 64 KB (32 KB Daten + 32 KB Anweisungen) pro Kern.
- L2-Cache: 1 MB pro Kern.
- MMX, SSE, SSE2, SSE3, SSSE3, SSE4a, SSE4.1, SSE4.2, AES-NI, AVX, AVX2, AVX-512, AMD64 und AMD-V
- Threadripper-CPUs unterstützen 48 PCIe 5.0-Lanes, während Threadripper PRO-CPUs 128 PCIe 5.0-Lanes unterstützen. 4 der PCIe 4.0-Lanes sind als Link zum Chipsatz reserviert.
- Keine integrierte Grafik.
- Herstellungsprozess: TSMC 5 nm FinFET.

| Marke \| Modell        | Marke \| Modell | Kerne (Threads) | Takt (GHz) (a) | Takt (GHz) (a) | L3-Cache (gesamt) | TDP   | Chiplets           | Kern- konfiguration (b) | Einführungs- datum |
| Marke \| Modell        | Marke \| Modell | Kerne (Threads) | Basis          | Boost          | L3-Cache (gesamt) | TDP   | Chiplets           | Kern- konfiguration (b) | Einführungs- datum |
| ---------------------- | --------------- | --------------- | -------------- | -------------- | ----------------- | ----- | ------------------ | ----------------------- | ------------------ |
| Ryzen Threadripper PRO | 7995WX          | 96 (192)        | 2,5            | 5,1            | 384 MB            | 350 W | 12 × CCD 01 × I/OD | 12 × 8                  | 19. Okt. 2023      |
| Ryzen Threadripper PRO | 7985WX          | 64 (128)        | 3,2            | 5,1            | 256 MB            | 350 W | 08 × CCD 01 × I/OD | 8 × 8                   | 19. Okt. 2023      |
| Ryzen Threadripper PRO | 7975WX          | 32 (64)0        | 4,0            | 5,3            | 128 MB            | 350 W | 04 × CCD 01 × I/OD | 4 × 8                   | 19. Okt. 2023      |
| Ryzen Threadripper PRO | 7965WX          | 24 (48)0        | 4,2            | 5,3            | 128 MB            | 350 W | 04 × CCD 01 × I/OD | 4 × 6                   | 19. Okt. 2023      |
| Ryzen Threadripper PRO | 7955WX          | 16 (32)0        | 4,5            | 5,3            | 064 MB            | 350 W | 02 × CCD 01 × I/OD | 2 × 8                   | 19. Okt. 2023      |
| Ryzen Threadripper PRO | 7945WX          | 12 (24)0        | 4,7            | 5,3            | 064 MB            | 350 W | 02 × CCD 01 × I/OD | 2 × 6                   | 19. Okt. 2023      |
| Ryzen Threadripper     | 7980X           | 64 (128)        | 3,2            | 5,1            | 256 MB            | 350 W | 08 × CCD 01 × I/OD | 8 × 8                   | 19. Okt. 2023      |
| Ryzen Threadripper     | 7970X           | 32 (64)0        | 4,0            | 5,3            | 128 MB            | 350 W | 04 × CCD 01 × I/OD | 4 × 8                   | 19. Okt. 2023      |
| Ryzen Threadripper     | 7960X           | 24 (48)0        | 4,2            | 5,3            | 128 MB            | 350 W | 04 × CCD 01 × I/OD | 4 × 6                   | 19. Okt. 2023      |

#### Phoenix (Serie 8000)
Gemeinsame Merkmale von Ryzen 8000 Desktop-CPUs:
- Sockel: AM5.
- Alle CPUs unterstützen DDR5–5200 im Dual-Channel.
- L1-Cache: 64 KB (32 KB Daten + 32 KB Anweisungen) pro Kern.
- L2-Cache: 1 MB pro Kern.
- MMX, SSE, SSE2, SSE3, SSSE3, SSE4a, SSE4.1, SSE4.2, CLMUL, AES-NI, AVX, AVX2, AVX-512, AMD64, NX-Bit, SMP, OPM und AMD-V
- Alle CPUs unterstützen 20 PCIe 4.0-Lanes. 4 der Lanes sind als Link zum Chipsatz reserviert.
- Keine integrierte Grafik.
- Herstellungsprozess: TSMC 4 nm FinFET.

| Marke \| Modell | Marke \| Modell | Kerne (Threads) | Takt (GHz) (a) | Takt (GHz) (a) | L3-Cache (gesamt) | TDP  | Kern- konfiguration (b) | Einführungs- datum |
| Marke \| Modell | Marke \| Modell | Kerne (Threads) | Basis          | Boost          | L3-Cache (gesamt) | TDP  | Kern- konfiguration (b) | Einführungs- datum |
| --------------- | --------------- | --------------- | -------------- | -------------- | ----------------- | ---- | ----------------------- | ------------------ |
| Ryzen 7         | 8700F           | 8 (16)          | 4,1            | 5,0            | 16 MB             | 65 W | 1 × 8                   | 1. Apr. 2024       |
| Ryzen 5         | 8400F           | 6 (12)          | 4,2            | 4,7            | 16 MB             | 65 W | 1 × 6                   | 1. Apr. 2024       |

#### Phoenix (Serie 8000 mit GPU)
Gemeinsame Merkmale von Ryzen 8000 Desktop-APUs:
- Sockel: AM5.
- Alle CPUs unterstützen DDR5–5200 im Dual-Channel.
- L1-Cache: 64 KB (32 KB Daten + 32 KB Anweisungen) pro Kern.
- L2-Cache: 1 MB pro Kern.
- MMX, SSE, SSE2, SSE3, SSSE3, SSE4a, SSE4.1, SSE4.2, CLMUL, AES-NI, AVX, AVX2, AVX-512, AMD64, NX-Bit, SMP, OPM und AMD-V
- Prozessoren mit Zen 4c-Kernen unterstützen 14 PCIe 4.0-Lanes, während Prozessoren mit Zen 4-Kernen 20 PCIe 4.0-Lanes unterstützen. 4 der Lanes sind als Link zum Chipsatz reserviert.
- Enthält eine integrierte RDNA 3-GPU.
- Bei Prozessoren ohne Zen 4c Kernen besteht die NPU aus der XDNA AI Engine (Ryzen AI).
- Herstellungsprozess: TSMC 4 nm FinFET.
- Ryzen 5 8500GE besteht aus zwei Zen 4- und vier Zen 4c-Kernen. Ryzen 3-Prozessoren bestehen aus einen Zen 4- und drei Zen 4c-Kernen.

| Marke \| Modell | Marke \| Modell | CPU                     | CPU             | CPU             | CPU                 | CPU                | CPU                 | CPU               | CPU                       | GPU         | GPU   | GPU        | NPU Ryzen AI | TDP  | Einführungs- datum |
| Marke \| Modell | Marke \| Modell | Kerne (Threads)         | Kerne (Threads) | Kerne (Threads) | Takt (GHz) (a)      | Takt (GHz) (a)     | Takt (GHz) (a)      | L3-Cache (gesamt) | Kern- konfigu- ration (b) | Modell      | Kerne | Takt (GHz) | NPU Ryzen AI | TDP  | Einführungs- datum |
| Marke \| Modell | Marke \| Modell | gesamt (Zen 4 + Zen 4c) | Zen 4           | Zen 4c          | gesamt Basis/ Boost | Zen 4 Basis/ Boost | Zen 4c Basis/ Boost | L3-Cache (gesamt) | Kern- konfigu- ration (b) | Modell      | Kerne | Takt (GHz) | NPU Ryzen AI | TDP  | Einführungs- datum |
| --------------- | --------------- | ----------------------- | --------------- | --------------- | ------------------- | ------------------ | ------------------- | ----------------- | ------------------------- | ----------- | ----- | ---------- | ------------ | ---- | ------------------ |
| Ryzen 7         | 8700G (c)       | 8 (16)                  | 8 (16)          | -               | 4,2 / 5,1           | 4,2 / 5,1          | -                   | 16 MB             | 1 × 8                     | Radeon 780M | 12    | 2,9        | 16 TOPS      | 65 W | 31. Jan. 2024      |
| Ryzen 7         | PRO 8700GE      | 8 (16)                  | 8 (16)          | -               | 3,6 / 5,1           | 3,6 / 5,1          | -                   | 16 MB             | 1 × 8                     | Radeon 780M | 12    | 2,7        | 16 TOPS      | 35 W | 16. Apr. 2024      |
| Ryzen 5         | 8600G (c)       | 6 (12)                  | 6 (12)          | -               | 4,3 / 5,0           | 4,3 / 5,0          | -                   | 16 MB             | 1 × 6                     | Radeon 760M | 08    | 2,8        | 16 TOPS      | 65 W | 31. Jan. 2024      |
| Ryzen 5         | PRO 8600GE      | 6 (12)                  | 6 (12)          | -               | 3,9 / 5,0           | 3,9 / 5,0          | -                   | 16 MB             | 1 × 6                     | Radeon 760M | 08    | 2,6        | 16 TOPS      | 35 W | 16. Apr. 2024      |
| Ryzen 5         | 8500G (c)       | 6 (12)                  | 2 (4)0          | 4 (8)           | 3,5 / 5,0           | 4,1 / ?            | 3,3 / 3,7           | 16 MB             | 2 + 4                     | Radeon 740M | 04    | 2,8        | keine        | 65 W | 31. Jan. 2024      |
| Ryzen 5         | 8500GE (c)      | 6 (12)                  | 2 (4)0          | 4 (8)           | 3,4 / 5,0           | 3,9 / ?            | 3,1 / 3,7           | 16 MB             | 2 + 4                     | Radeon 740M | 04    | 2,8        | keine        | 35 W | 16. Apr. 2024      |
| Ryzen 3         | 8300G (c)       | 4 (8)0                  | 1 (2)0          | 3 (6)           | 3,4 / 4,9           | 4,0 / ?            | 3,2 / 3,6           | 08 MB             | 1 + 3                     | Radeon 740M | 04    | 2,6        | keine        | 65 W | 31. Jan. 2024      |
| Ryzen 3         | 8300GE (c)      | 4 (8)0                  | 1 (2)0          | 3 (6)           | 3,5 / 4,9           | 4,0 / ?            | 3,2 / 3,6           | 08 MB             | 1 + 3                     | Radeon 740M | 04    | 2,6        | keine        | 35 W | 16. Apr. 2024      |

### Zen 5

#### Granite Ridge (Serie 9000)
Gemeinsame Merkmale von Ryzen 9000 Desktop-CPUs:
- Sockel: AM5.
- Alle CPUs unterstützen DDR5–5600 im Dual-Channel.
- L1-Cache: 80 KB (48 KB Daten + 32 KB Anweisungen) pro Kern.
- L2-Cache: 1 MB pro Kern.
- MMX, SSE, SSE2, SSE3, SSSE3, SSE4a, SSE4.1, SSE4.2, CLMUL, AES-NI, AVX, AVX2, AVX-512, AMD64, NX-Bit, SMP, OPM und AMD-V
- Alle CPUs unterstützen 28 PCIe 5.0-Lanes. 4 der Lanes sind als Link zum Chipsatz reserviert.
- Enthält die integrierte RDNA 2 GPU mit 2 Grafikkernen und Taktraten von 2,2 GHz.
- Herstellungsprozess: TSMC 4 nm FinFET und 6 nm für I/O.
- Zusätzlich 64 MB einer 3D-Bibliothek des L3 Caches in Ryzen 7 9800X3D, Ryzen 9 9900X3D und in Ryzen 9 9950X3D.

| Marke \| Modell | Marke \| Modell | Kerne (Threads) | Takt (GHz) (a) | Takt (GHz) (a) | L3-Cache (gesamt) | TDP   | Chiplets         | Kern- konfiguration (b) | Einführungs- datum |
| Marke \| Modell | Marke \| Modell | Kerne (Threads) | Basis          | Boost          | L3-Cache (gesamt) | TDP   | Chiplets         | Kern- konfiguration (b) | Einführungs- datum |
| --------------- | --------------- | --------------- | -------------- | -------------- | ----------------- | ----- | ---------------- | ----------------------- | ------------------ |
| Ryzen 9         | 9950X3D         | 16 (32)         | 4,3            | 5,7            | 64+64 MB          | 170 W | 2 × CCD 1 × I/OD | 2 × 8                   | Q1 2025            |
| Ryzen 9         | 9950X           | 16 (32)         | 4,3            | 5,7            | 32+32 MB          | 170 W | 2 × CCD 1 × I/OD | 2 × 8                   | 15. Aug. 2024      |
| Ryzen 9         | 9900X3D         | 12 (24)         | 4,4            | 5,5            | 64+64 MB          | 120 W | 2 × CCD 1 × I/OD | 2 × 6                   | Q1 2025            |
| Ryzen 9         | 9900X           | 12 (24)         | 4,4            | 5,6            | 32+32 MB          | 120 W | 2 × CCD 1 × I/OD | 2 × 6                   | 15. Aug. 2024      |
| Ryzen 7         | 9800X3D         | 08 (16)         | 4,7            | 5,2            | 32+64 MB          | 120 W | 1 × CCD 1 × I/OD | 1 × 8                   | 7. Nov. 2024       |
| Ryzen 7         | 9700X           | 08 (16)         | 3,8            | 5,5            | 032 MB            | 065 W | 1 × CCD 1 × I/OD | 1 × 8                   | 8. Aug. 2024       |
| Ryzen 5         | 9600X           | 06 (12)         | 3,9            | 5,4            | 032 MB            | 065 W | 1 × CCD 1 × I/OD | 1 × 6                   | 8. Aug. 2024       |
| Ryzen 5         | 9600            | 06 (12)         | 3,8            | 5,2            | 032 MB            | 065 W | 1 × CCD 1 × I/OD | 1 × 6                   | k. A.              |

#### Shimada Peak (Serie 9000)
Gemeinsame Merkmale von Ryzen 9000 Threadripper-CPUs:
- Sockel: sTR5.
- Threadripper-CPUs unterstützen DDR5–6400 im Quad-Channel, während Threadripper PRO-CPUs DDR5–6400 im Octa-Channel unterstützen.
- L1-Cache: 80 KB (48 KB Daten + 32 KB Anweisungen) pro Kern.
- L2-Cache: 1 MB pro Kern.
- MMX, SSE, SSE2, SSE3, SSSE3, SSE4a, SSE4.1, SSE4.2, AES-NI, AVX, AVX2, AVX-512, AMD64, AMD-V, BMI1, BMI2, SHA, F16C, FMA3, SLAT, SMT, NX Bit, EVP, VBS, DASH, AMD-V (SVM, RVI, AVIC, Vi), SMAP, SMEP und GMET
- Threadripper-CPUs unterstützen 48 PCIe 5.0-Lanes, während Threadripper PRO-CPUs 128 PCIe 5.0-Lanes unterstützen. 4 der PCIe 4.0-Lanes sind als Link zum Chipsatz reserviert.
- Keine integrierte Grafik.
- Herstellungsprozess: TSMC 4 nm FinFET.

| Marke \| Modell        | Marke \| Modell | Kerne (Threads) | Takt (GHz) (a) | Takt (GHz) (a) | L3-Cache (gesamt) | TDP   | Chiplets           | Kern- konfiguration (b) | Einführungs- datum |
| Marke \| Modell        | Marke \| Modell | Kerne (Threads) | Basis          | Boost          | L3-Cache (gesamt) | TDP   | Chiplets           | Kern- konfiguration (b) | Einführungs- datum |
| ---------------------- | --------------- | --------------- | -------------- | -------------- | ----------------- | ----- | ------------------ | ----------------------- | ------------------ |
| Ryzen Threadripper PRO | 9995WX          | 96 (192)        | 2,5            | 5,4            | 384 MB            | 350 W | 12 × CCD 01 × I/OD | 12 × 8                  | 20. Mai 2025       |
| Ryzen Threadripper PRO | 9985WX          | 64 (128)        | 3,2            | 5,4            | 256 MB            | 350 W | 08 × CCD 01 × I/OD | 08 × 8                  | 20. Mai 2025       |
| Ryzen Threadripper PRO | 9975WX          | 32 (64)0        | 4,0            | 5,4            | 128 MB            | 350 W | 04 × CCD 01 × I/OD | 04 × 8                  | 20. Mai 2025       |
| Ryzen Threadripper PRO | 9965WX          | 24 (48)0        | 4,2            | 5,4            | 128 MB            | 350 W | 04 × CCD 01 × I/OD | 04 × 6                  | 20. Mai 2025       |
| Ryzen Threadripper PRO | 9955WX          | 16 (32)0        | 4,5            | 5,4            | 064 MB            | 350 W | 02 × CCD 01 × I/OD | 02 × 8                  | 20. Mai 2025       |
| Ryzen Threadripper PRO | 9945WX          | 12 (24)0        | 4,7            | 5,4            | 064 MB            | 350 W | 02 × CCD 01 × I/OD | 02 × 6                  | 20. Mai 2025       |
| Ryzen Threadripper     | 9980X           | 64 (128)        | 3,2            | 5,4            | 256 MB            | 350 W | 08 × CCD 01 × I/OD | 08 × 8                  | 20. Mai 2025       |
| Ryzen Threadripper     | 9970X           | 32 (64)0        | 4,0            | 5,4            | 128 MB            | 350 W | 04 × CCD 01 × I/OD | 04 × 8                  | 20. Mai 2025       |
| Ryzen Threadripper     | 9960X           | 24 (48)0        | 4,2            | 5,4            | 128 MB            | 350 W | 04 × CCD 01 × I/OD | 04 × 6                  | 20. Mai 2025       |

## Mobil

### Zen

#### Raven Ridge (Serie 2000)
Gemeinsame Merkmale von Ryzen 2000 Notebook-APUs:
- Sockel: FP5.
- Die CPUs der U-Serie unterstützen DDR4–2400 im Dual-Channel, während die CPUs der H-Serie DDR4–3200 unterstützen.
- L1-Cache: 96 KB (32 KB Daten + 64 KB Anweisungen) pro Kern.
- L2-Cache: 512 KB pro Kern.
- MMX, SSE, SSE2, SSE3, SSSE3, SSE4a, SSE4.1, SSE4.2, CLMUL, AES-NI, AVX, AMD64, NX-Bit, SMP, OPM und AMD-V
- Alle CPUs unterstützen 12 PCIe 3.0-Lanes.
- Enthält integrierte GCN-GPU der 5. Generation.
- Herstellungsprozess: 14 nm.

| Marke \| Modell | Marke \| Modell | CPU             | CPU            | CPU            | CPU               | GPU            | GPU   | GPU        | TDP     | Einführungs- datum |
| Marke \| Modell | Marke \| Modell | Kerne (Threads) | Takt (GHz) (a) | Takt (GHz) (a) | L3-Cache (gesamt) | Modell         | Kerne | Takt (GHz) | TDP     | Einführungs- datum |
| Marke \| Modell | Marke \| Modell | Kerne (Threads) | Basis          | Boost          | L3-Cache (gesamt) | Modell         | Kerne | Takt (GHz) | TDP     | Einführungs- datum |
| --------------- | --------------- | --------------- | -------------- | -------------- | ----------------- | -------------- | ----- | ---------- | ------- | ------------------ |
| Ryzen 7         | 2800H           | 4 (8)           | 3,3            | 3,8            | 4 MB              | Radeon Vega 11 | 11    | 1,3        | 35–54 W | 10. Sep. 2018      |
| Ryzen 7         | 2700U (b)       | 4 (8)           | 2,2            | 3,8            | 4 MB              | Radeon Vega 10 | 10    | 1,3        | 12–25 W | 26. Okt. 2017      |
| Ryzen 5         | 2600H           | 4 (8)           | 3,2            | 3,6            | 4 MB              | Radeon Vega 8  | 08    | 1,1        | 35–54 W | 10. Sep. 2018      |
| Ryzen 5         | 2500U (b)       | 4 (8)           | 2,0            | 3,6            | 4 MB              | Radeon Vega 8  | 08    | 1,1        | 12–25 W | 26. Okt. 2017      |
| Ryzen 3         | 2300U (b)       | 4 (4)           | 2,0            | 3,4            | 4 MB              | Radeon Vega 6  | 06    | 1,1        | 12–25 W | 8. Jan. 2018       |
| Ryzen 3         | 2200U           | 2 (4)           | 2,5            | 3,4            | 4 MB              | Radeon Vega 3  | 03    | 1,1        | 12–25 W | 8. Jan. 2018       |

#### Dalí (Serie 3000)
Gemeinsame Merkmale von Ryzen 3000 Notebook-APUs:
- Sockel: FP5.
- Alle CPUs unterstützen DDR4–2400 im Dual-Channel.
- L1-Cache: 96 KB (32 KB Daten + 64 KB Anweisungen) pro Kern.
- L2-Cache: 512 KB pro Kern.
- MMX, SSE, SSE2, SSE3, SSSE3, SSE4a, SSE4.1, SSE4.2, CLMUL, AES-NI, AVX, AMD64, NX-Bit, SMP, OPM und AMD-V
- Alle CPUs unterstützen 12 PCIe 3.0-Lanes.
- Enthält integrierte GCN-GPU der 5. Generation.
- Herstellungsprozess: 14 nm.

| Marke \| Modell | Marke \| Modell | CPU             | CPU            | CPU            | CPU               | GPU             | GPU   | GPU        | TDP     | Einführungs- datum |
| Marke \| Modell | Marke \| Modell | Kerne (Threads) | Takt (GHz) (a) | Takt (GHz) (a) | L3-Cache (gesamt) | Modell          | Kerne | Takt (GHz) | TDP     | Einführungs- datum |
| Marke \| Modell | Marke \| Modell | Kerne (Threads) | Basis          | Boost          | L3-Cache (gesamt) | Modell          | Kerne | Takt (GHz) | TDP     | Einführungs- datum |
| --------------- | --------------- | --------------- | -------------- | -------------- | ----------------- | --------------- | ----- | ---------- | ------- | ------------------ |
| Ryzen 3         | 3250U           | 2 (4)           | 2,6            | 3,5            | 4 MB              | Radeon Graphics | 3     | 1,2        | 12–25 W | 6. Jan. 2020       |
| Ryzen 3         | 3250C           | 2 (4)           | 2,6            | 3,5            | 4 MB              | Radeon Graphics | 3     | 1,2        | 12–25 W | 22. Sep. 2020      |
| Ryzen 3         | 3200U           | 2 (4)           | 2,6            | 3,5            | 4 MB              | Radeon Graphics | 3     | 1,2        | 12–25 W | 6. Jan. 2020       |

### Zen+

#### Picasso (Serie 3000)
Gemeinsame Merkmale von Ryzen 3000 Notebook-APUs:
- Sockel: FP5.
- Alle CPUs unterstützen DDR4–2400 im Dual-Channel.
- L1-Cache: 96 KB (32 KB Daten + 64 KB Anweisungen) pro Kern.
- L2-Cache: 512 KB pro Kern.
- MMX, SSE, SSE2, SSE3, SSSE3, SSE4a, SSE4.1, SSE4.2, CLMUL, AES-NI, AVX, AMD64, NX-Bit, SMP, OPM und AMD-V
- Alle CPUs unterstützen 16 PCIe 3.0-Lanes.
- Enthält integrierte GCN-GPU der 5. Generation.
- Herstellungsprozess: 12 nm.

| Marke \| Modell | Marke \| Modell | CPU             | CPU            | CPU            | CPU               | GPU            | GPU   | GPU        | TDP  | Einführungs- datum |
| Marke \| Modell | Marke \| Modell | Kerne (Threads) | Takt (GHz) (a) | Takt (GHz) (a) | L3-Cache (gesamt) | Modell         | Kerne | Takt (GHz) | TDP  | Einführungs- datum |
| Marke \| Modell | Marke \| Modell | Kerne (Threads) | Basis          | Boost          | L3-Cache (gesamt) | Modell         | Kerne | Takt (GHz) | TDP  | Einführungs- datum |
| --------------- | --------------- | --------------- | -------------- | -------------- | ----------------- | -------------- | ----- | ---------- | ---- | ------------------ |
| Ryzen 7         | 3780U           | 4 (8)           | 2,3            | 4,0            | 4 MB              | Radeon Vega 11 | 11    | 1,4        | 15 W | Okt. 2019          |
| Ryzen 7         | 3750H           | 4 (8)           | 2,3            | 4,0            | 4 MB              | Radeon Vega 10 | 10    | 1,4        | 35 W | 6. Jan. 2019       |
| Ryzen 7         | 3700C           | 4 (8)           | 2,3            | 4,0            | 4 MB              | Radeon Vega 10 | 10    | 1,4        | 15 W | 22. Sep. 2020      |
| Ryzen 7         | 3700U (b)       | 4 (8)           | 2,3            | 4,0            | 4 MB              | Radeon Vega 10 | 10    | 1,4        | 15 W | 6. Jan. 2019       |
| Ryzen 5         | 3580U           | 4 (8)           | 2,1            | 3,7            | 4 MB              | Radeon Vega 9  | 09    | 1,3        | 15 W | Okt. 2019          |
| Ryzen 5         | 3550H           | 4 (8)           | 2,1            | 3,7            | 4 MB              | Radeon Vega 8  | 08    | 1,2        | 35 W | 6. Jan. 2019       |
| Ryzen 5         | 3500C           | 4 (8)           | 2,1            | 3,7            | 4 MB              | Radeon Vega 8  | 08    | 1,2        | 15 W | 22. Sep. 2020      |
| Ryzen 5         | 3500U (b)       | 4 (8)           | 2,1            | 3,7            | 4 MB              | Radeon Vega 8  | 08    | 1,2        | 15 W | 6. Jan. 2019       |
| Ryzen 5         | 3450U           | 4 (8)           | 2,1            | 3,5            | 4 MB              | Radeon Vega 8  | 08    | 1,2        | 15 W | Juni 2020          |
| Ryzen 3         | 3350U           | 4 (4)           | 2,1            | 3,5            | 4 MB              | Radeon Vega 6  | 06    | 1,2        | 15 W | 6. Jan. 2019       |
| Ryzen 3         | 3300U (b)       | 4 (4)           | 2,1            | 3,5            | 4 MB              | Radeon Vega 6  | 06    | 1,2        | 15 W | 6. Jan. 2019       |

### Zen 2

#### Renoir (Serie 4000 APU)
Gemeinsame Merkmale von Ryzen 4000 Notebook-APUs:
- Sockel: FP6.
- Alle CPUs unterstützen DDR4–3200 oder LPDDR4–4266 im Dual-Channel.
- L1-Cache: 64 KB (32 KB Daten + 32 KB Anweisungen) pro Kern.
- L2-Cache: 512 KB pro Kern.
- MMX, SSE, SSE2, SSE3, SSSE3, SSE4a, SSE4.1, SSE4.2, CLMUL, AES-NI, AVX, AMD64, NX-Bit, SMP, OPM und AMD-V
- Alle CPUs unterstützen 16 PCIe 3.0-Lanes.
- Enthält integrierte GCN-GPU der 5. Generation.
- Herstellungsprozess: TSMC 7 nm FinFET.

| Marke \| Modell | Marke \| Modell | CPU             | CPU            | CPU            | CPU               | CPU                     | GPU             | GPU   | GPU        | TDP     | Einführungs- datum |
| Marke \| Modell | Marke \| Modell | Kerne (Threads) | Takt (GHz) (a) | Takt (GHz) (a) | L3-Cache (gesamt) | Kern- konfiguration (b) | Modell          | Kerne | Takt (GHz) | TDP     | Einführungs- datum |
| Marke \| Modell | Marke \| Modell | Kerne (Threads) | Basis          | Boost          | L3-Cache (gesamt) | Kern- konfiguration (b) | Modell          | Kerne | Takt (GHz) | TDP     | Einführungs- datum |
| --------------- | --------------- | --------------- | -------------- | -------------- | ----------------- | ----------------------- | --------------- | ----- | ---------- | ------- | ------------------ |
| Ryzen 9         | 4900H           | 8 (16)          | 3,3            | 4,4            | 8 MB              | 2 × 4                   | Radeon Graphics | 8     | 1,75       | 35–54 W | 16. März 2020      |
| Ryzen 9         | 4900HS          | 8 (16)          | 3,0            | 4,3            | 8 MB              | 2 × 4                   | Radeon Graphics | 8     | 1,75       | 035 W   | 16. März 2020      |
| Ryzen 7         | 4800H           | 8 (16)          | 2,9            | 4,2            | 8 MB              | 2 × 4                   | Radeon Graphics | 7     | 1,60       | 35–54 W | 16. März 2020      |
| Ryzen 7         | 4800HS          | 8 (16)          | 2,9            | 4,2            | 8 MB              | 2 × 4                   | Radeon Graphics | 7     | 1,60       | 045 W   | 16. März 2020      |
| Ryzen 7         | 4980U           | 8 (16)          | 2,0            | 4,4            | 8 MB              | 2 × 4                   | Radeon Graphics | 8     | 1,95       | 10–25 W | 13. Apr. 2021      |
| Ryzen 7         | 4800U           | 8 (16)          | 1,8            | 4,2            | 8 MB              | 2 × 4                   | Radeon Graphics | 8     | 1,75       | 10–25 W | 6. Jan. 2020       |
| Ryzen 7         | 4700U (c)       | 8 (8)0          | 2,0            | 4,1            | 8 MB              | 2 × 4                   | Radeon Graphics | 7     | 1,60       | 10–25 W | 6. Jan. 2020       |
| Ryzen 5         | 4600H           | 6 (12)          | 3,0            | 4,0            | 8 MB              | 2 × 3                   | Radeon Graphics | 6     | 1,50       | 35–54 W | 6. Jan. 2020       |
| Ryzen 5         | 4600HS          | 6 (12)          | 3,0            | 4,0            | 8 MB              | 2 × 3                   | Radeon Graphics | 6     | 1,50       | 035 W   | 6. Jan. 2020       |
| Ryzen 5         | 4680U           | 6 (12)          | 2,2            | 4,0            | 8 MB              | 2 × 3                   | Radeon Graphics | 7     | 1,50       | 10–25 W | 13. Apr. 2021      |
| Ryzen 5         | 4600U (c)       | 6 (12)          | 2,2            | 4,0            | 8 MB              | 2 × 3                   | Radeon Graphics | 6     | 1,50       | 10–25 W | 6. Jan. 2020       |
| Ryzen 5         | 4500U           | 6 (6)0          | 2,3            | 4,0            | 8 MB              | 2 × 3                   | Radeon Graphics | 6     | 1,50       | 10–25 W | 6. Jan. 2020       |
| Ryzen 3         | 4300U (c)       | 4 (4)0          | 2,7            | 3,7            | 4 MB              | 1 × 4                   | Radeon Graphics | 5     | 1,40       | 10–25 W | 6. Jan. 2020       |

#### Lucienne (Serie 5000)
Gemeinsame Merkmale von Ryzen 5000 Notebook-APUs:
- Sockel: FP6.
- Alle CPUs unterstützen DDR4–3200 oder LPDDR4–4266 im Dual-Channel.
- L1-Cache: 64 KB (32 KB Daten + 32 KB Anweisungen) pro Kern.
- L2-Cache: 512 KB pro Kern.
- MMX, SSE, SSE2, SSE3, SSSE3, SSE4a, SSE4.1, SSE4.2, CLMUL, AES-NI, AVX, AMD64, NX-Bit, SMP, OPM und AMD-V
- Alle CPUs unterstützen 16 PCIe 3.0-Lanes.
- Enthält integrierte GCN-GPU der 5. Generation.
- Herstellungsprozess: TSMC 7 nm FinFET.

| Marke \| Modell | Marke \| Modell | CPU             | CPU            | CPU            | CPU               | CPU                     | GPU             | GPU   | GPU        | TDP     | Einführungs- datum |
| Marke \| Modell | Marke \| Modell | Kerne (Threads) | Takt (GHz) (a) | Takt (GHz) (a) | L3-Cache (gesamt) | Kern- konfiguration (b) | Modell          | Kerne | Takt (GHz) | TDP     | Einführungs- datum |
| Marke \| Modell | Marke \| Modell | Kerne (Threads) | Basis          | Boost          | L3-Cache (gesamt) | Kern- konfiguration (b) | Modell          | Kerne | Takt (GHz) | TDP     | Einführungs- datum |
| --------------- | --------------- | --------------- | -------------- | -------------- | ----------------- | ----------------------- | --------------- | ----- | ---------- | ------- | ------------------ |
| Ryzen 7         | 5700U           | 8 (16)          | 1,8            | 4,3            | 8 MB              | 2 × 4                   | Radeon Graphics | 8     | 1,9        | 10–25 W | 12. Jan. 2021      |
| Ryzen 5         | 5500U           | 6 (12)          | 2,1            | 4,0            | 8 MB              | 2 × 3                   | Radeon Graphics | 7     | 1,8        | 10–25 W | 12. Jan. 2021      |
| Ryzen 3         | 5300U           | 4 (8)0          | 2,6            | 3,8            | 4 MB              | 1 × 4                   | Radeon Graphics | 6     | 1,5        | 10–25 W | 12. Jan. 2021      |

#### Mendocino (Serie 7020)
Gemeinsame Merkmale von Ryzen 7020 Notebook-APUs:
- Sockel: FP6.
- Alle CPUs unterstützen LPDDR5–5500 im Dual-Channel.
- L1-Cache: 64 KB (32 KB Daten + 32 KB Anweisungen) pro Kern.
- L2-Cache: 512 KB pro Kern.
- MMX, SSE, SSE2, SSE3, SSSE3, SSE4a, SSE4.1, SSE4.2, CLMUL, AES-NI, AVX, AMD64, NX-Bit, SMP, OPM und AMD-V
- Alle CPUs unterstützen 4 PCIe 4.0-Lanes.
- Enthält integrierte RDNA 2 GPU.
- Herstellungsprozess: TSMC 6 nm FinFET.

| Marke \| Modell | Marke \| Modell | CPU             | CPU            | CPU            | CPU               | CPU                     | GPU         | GPU   | GPU        | TDP  | Einführungs- datum |
| Marke \| Modell | Marke \| Modell | Kerne (Threads) | Takt (GHz) (a) | Takt (GHz) (a) | L3-Cache (gesamt) | Kern- konfiguration (b) | Modell      | Kerne | Takt (GHz) | TDP  | Einführungs- datum |
| Marke \| Modell | Marke \| Modell | Kerne (Threads) | Basis          | Boost          | L3-Cache (gesamt) | Kern- konfiguration (b) | Modell      | Kerne | Takt (GHz) | TDP  | Einführungs- datum |
| --------------- | --------------- | --------------- | -------------- | -------------- | ----------------- | ----------------------- | ----------- | ----- | ---------- | ---- | ------------------ |
| Ryzen 5         | 7520U           | 4 (8)           | 2,8            | 4,3            | 4 MB              | 1 × 4                   | Radeon 610M | 2     | 1,9        | 15 W | 20. Sep. 2022      |
| Ryzen 5         | 7520C           | 4 (8)           | 2,8            | 4,3            | 4 MB              | 1 × 4                   | Radeon 610M | 2     | 1,9        | 15 W | 23. Mai 2023       |
| Ryzen 3         | 7320U           | 4 (8)           | 2,4            | 4,1            | 4 MB              | 1 × 4                   | Radeon 610M | 2     | 1,9        | 15 W | 20. Sep. 2022      |
| Ryzen 3         | 7320C           | 4 (8)           | 2,4            | 4,1            | 4 MB              | 1 × 4                   | Radeon 610M | 2     | 1,9        | 15 W | 23. Mai 2023       |

### Zen 3

#### Cezanne und Barcelo (Serie 5000)
Gemeinsame Merkmale von Ryzen 5000 Notebook-APUs:
- Sockel: FP6.
- Alle CPUs unterstützen DDR4–3200 oder LPDDR4–4266 im Dual-Channel.
- L1-Cache: 64 KB (32 KB Daten + 32 KB Anweisungen) pro Kern.
- L2-Cache: 512 KB pro Kern.
- MMX, SSE, SSE2, SSE3, SSSE3, SSE4a, SSE4.1, SSE4.2, CLMUL, AES-NI, AVX, AMD64, NX-Bit, SMP, OPM und AMD-V
- Alle CPUs unterstützen 16 PCIe 3.0-Lanes.
- Enthält integrierte GCN-GPU der 5. Generation.
- Herstellungsprozess: TSMC 7 nm FinFET.

| Marke \| Modell | Marke \| Modell | CPU             | CPU            | CPU            | CPU               | CPU                     | GPU             | GPU   | GPU        | TDP     | Einführungs- datum |
| Marke \| Modell | Marke \| Modell | Kerne (Threads) | Takt (GHz) (a) | Takt (GHz) (a) | L3-Cache (gesamt) | Kern- konfiguration (b) | Modell          | Kerne | Takt (GHz) | TDP     | Einführungs- datum |
| Marke \| Modell | Marke \| Modell | Kerne (Threads) | Basis          | Boost          | L3-Cache (gesamt) | Kern- konfiguration (b) | Modell          | Kerne | Takt (GHz) | TDP     | Einführungs- datum |
| --------------- | --------------- | --------------- | -------------- | -------------- | ----------------- | ----------------------- | --------------- | ----- | ---------- | ------- | ------------------ |
| Ryzen 9         | 5980HX          | 8 (16)          | 3,3            | 4,8            | 16 MB             | 1 × 8                   | Radeon Graphics | 8     | 2,1        | 35–54 W | 12. Jan. 2021      |
| Ryzen 9         | 5980HS          | 8 (16)          | 3,0            | 4,8            | 16 MB             | 1 × 8                   | Radeon Graphics | 8     | 2,1        | 035 W   | 12. Jan. 2021      |
| Ryzen 9         | 5900HX          | 8 (16)          | 3,3            | 4,6            | 16 MB             | 1 × 8                   | Radeon Graphics | 8     | 2,1        | 35–54 W | 12. Jan. 2021      |
| Ryzen 9         | 5900HS          | 8 (16)          | 3,0            | 4,6            | 16 MB             | 1 × 8                   | Radeon Graphics | 8     | 2,1        | 035 W   | 12. Jan. 2021      |
| Ryzen 7         | 5800H           | 8 (16)          | 3,2            | 4,4            | 16 MB             | 1 × 8                   | Radeon Graphics | 8     | 2,0        | 35–54 W | 12. Jan. 2021      |
| Ryzen 7         | 5800HS          | 8 (16)          | 2,8            | 4,4            | 16 MB             | 1 × 8                   | Radeon Graphics | 8     | 2,0        | 035 W   | 12. Jan. 2021      |
| Ryzen 7         | 5825U (c) (d)   | 8 (16)          | 2,0            | 4,5            | 16 MB             | 1 × 8                   | Radeon Graphics | 8     | 2,0        | 015 W   | 30. Jan. 2022      |
| Ryzen 7         | 5800U (c)       | 8 (16)          | 1,9            | 4,4            | 16 MB             | 1 × 8                   | Radeon Graphics | 8     | 2,0        | 10–25 W | 12. Jan. 2021      |
| Ryzen 5         | 5600H           | 6 (12)          | 3,3            | 4,2            | 16 MB             | 1 × 6                   | Radeon Graphics | 7     | 1,8        | 35–54 W | 12. Jan. 2021      |
| Ryzen 5         | 5600HS          | 6 (12)          | 3,0            | 4,2            | 16 MB             | 1 × 6                   | Radeon Graphics | 7     | 1,8        | 035 W   | 12. Jan. 2021      |
| Ryzen 5         | 5625U (c) (d)   | 6 (12)          | 2,3            | 4,3            | 16 MB             | 1 × 6                   | Radeon Graphics | 7     | 1,8        | 015 W   | 30. Jan. 2022      |
| Ryzen 5         | 5600U (c)       | 6 (12)          | 2,3            | 4,2            | 16 MB             | 1 × 6                   | Radeon Graphics | 7     | 1,8        | 10–25 W | 12. Jan. 2021      |
| Ryzen 5         | 5560U           | 6 (12)          | 2,3            | 4,0            | 08 MB             | 1 × 6                   | Radeon Graphics | 6     | 1,6        | 10–25 W | 12. Jan. 2021      |
| Ryzen 5         | 5500H           | 4 (8)0          | 3,3            | 4,2            | 08 MB             | 1 × 4                   | Radeon Graphics | 7     | 1,8        | 35–54 W | 23. Juni 2023      |
| Ryzen 3         | 5425U (c) (d)   | 4 (8)0          | 2,7            | 4,1            | 08 MB             | 1 × 4                   | Radeon Graphics | 6     | 1,6        | 015 W   | 30. Jan. 2022      |
| Ryzen 3         | 5400U (c)       | 4 (8)0          | 2,6            | 4,0            | 08 MB             | 1 × 4                   | Radeon Graphics | 6     | 1,6        | 10–25 W | 12. Jan. 2021      |
| Ryzen 3         | 5125C           | 2 (4)0          | 3,0            | 3,0            | 08 MB             | 1 × 2                   | Radeon Graphics | 3     | ?          | 015 W   | 5. Mai 2022        |

#### Barcelo-R (Serie 7030)
Gemeinsame Merkmale von Ryzen 7030 Notebook-APUs:
- Sockel: FP6.
- Alle CPUs unterstützen DDR4–3200 oder LPDDR4–4266 im Dual-Channel.
- L1-Cache: 64 KB (32 KB Daten + 32 KB Anweisungen) pro Kern.
- L2-Cache: 512 KB pro Kern.
- MMX, SSE, SSE2, SSE3, SSSE3, SSE4a, SSE4.1, SSE4.2, CLMUL, AES-NI, AVX, AMD64, NX-Bit, SMP, OPM und AMD-V
- Alle CPUs unterstützen 16 PCIe 3.0-Lanes.
- Enthält integrierte GCN-GPU der 5. Generation.
- Herstellungsprozess: TSMC 7 nm FinFET.

| Marke \| Modell | Marke \| Modell | CPU             | CPU            | CPU            | CPU               | CPU                     | GPU             | GPU   | GPU        | TDP  | Einführungs- datum |
| Marke \| Modell | Marke \| Modell | Kerne (Threads) | Takt (GHz) (a) | Takt (GHz) (a) | L3-Cache (gesamt) | Kern- konfiguration (b) | Modell          | Kerne | Takt (GHz) | TDP  | Einführungs- datum |
| Marke \| Modell | Marke \| Modell | Kerne (Threads) | Basis          | Boost          | L3-Cache (gesamt) | Kern- konfiguration (b) | Modell          | Kerne | Takt (GHz) | TDP  | Einführungs- datum |
| --------------- | --------------- | --------------- | -------------- | -------------- | ----------------- | ----------------------- | --------------- | ----- | ---------- | ---- | ------------------ |
| Ryzen 7         | 7730U (c)       | 8 (16)          | 2,0            | 4,5            | 16 MB             | 1 × 8                   | Radeon Graphics | 8     | 2,0        | 15 W | 4. Jan. 2023       |
| Ryzen 5         | 7530U (c)       | 6 (12)          | 2,0            | 4,5            | 16 MB             | 1 × 6                   | Radeon Graphics | 7     | 2,0        | 15 W | 4. Jan. 2023       |
| Ryzen 5         | 7430U           | 6 (12)          | 2,3            | 4,3            | 16 MB             | 1 × 6                   | Radeon Graphics | 7     | 1,8        | 15 W | 1. Nov. 2023       |
| Ryzen 3         | 7330U (c)       | 4 (8)0          | 2,3            | 4,3            | 08 MB             | 1 × 4                   | Radeon Graphics | 6     | 1,8        | 15 W | 4. Jan. 2023       |

### Zen 3+

#### Rembrandt (Serie 6000)
Gemeinsame Merkmale von Ryzen 6000 Notebook-APUs:
- Sockel: FP7.
- Alle CPUs unterstützen DDR5–4800 oder LPDDR5–6400 im Dual-Channel.
- L1-Cache: 64 KB (32 KB Daten + 32 KB Anweisungen) pro Kern.
- L2-Cache: 512 KB pro Kern.
- MMX, SSE, SSE2, SSE3, SSSE3, SSE4a, SSE4.1, SSE4.2, CLMUL, AES-NI, AVX, AMD64, NX-Bit, SMP, OPM und AMD-V
- Alle CPUs unterstützen 16 PCIe 4.0-Lanes.
- Enthält integrierte RDNA 2 GPU.
- Herstellungsprozess: TSMC 6 nm FinFET.

| Marke \| Modell | Marke \| Modell | CPU             | CPU            | CPU            | CPU               | CPU                     | GPU         | GPU   | GPU        | TDP     | Einführungs- datum |
| Marke \| Modell | Marke \| Modell | Kerne (Threads) | Takt (GHz) (a) | Takt (GHz) (a) | L3-Cache (gesamt) | Kern- konfiguration (b) | Modell      | Kerne | Takt (GHz) | TDP     | Einführungs- datum |
| Marke \| Modell | Marke \| Modell | Kerne (Threads) | Basis          | Boost          | L3-Cache (gesamt) | Kern- konfiguration (b) | Modell      | Kerne | Takt (GHz) | TDP     | Einführungs- datum |
| --------------- | --------------- | --------------- | -------------- | -------------- | ----------------- | ----------------------- | ----------- | ----- | ---------- | ------- | ------------------ |
| Ryzen 9         | 6980HX          | 8 (16)          | 3,3            | 5,0            | 16 MB             | 1 × 8                   | Radeon 680M | 12    | 2,4        | 045 W   | 4. Jan. 2022       |
| Ryzen 9         | 6980HS          | 8 (16)          | 3,3            | 5,0            | 16 MB             | 1 × 8                   | Radeon 680M | 12    | 2,4        | 035 W   | 4. Jan. 2022       |
| Ryzen 9         | 6900HX (c)      | 8 (16)          | 3,3            | 4,9            | 16 MB             | 1 × 8                   | Radeon 680M | 12    | 2,4        | 045 W   | 4. Jan. 2022       |
| Ryzen 9         | 6900HS (c)      | 8 (16)          | 3,3            | 4,9            | 16 MB             | 1 × 8                   | Radeon 680M | 12    | 2,4        | 035 W   | 4. Jan. 2022       |
| Ryzen 7         | 6800H (c)       | 8 (16)          | 3,2            | 4,7            | 16 MB             | 1 × 8                   | Radeon 680M | 12    | 2,2        | 045 W   | 4. Jan. 2022       |
| Ryzen 7         | 6800HS (c)      | 8 (16)          | 3,2            | 4,7            | 16 MB             | 1 × 8                   | Radeon 680M | 12    | 2,2        | 035 W   | 4. Jan. 2022       |
| Ryzen 7         | 6800U (c)       | 8 (16)          | 2,7            | 4,7            | 16 MB             | 1 × 8                   | Radeon 680M | 12    | 2,2        | 15–28 W | 4. Jan. 2022       |
| Ryzen 5         | 6600H (c)       | 6 (12)          | 3,3            | 4,5            | 16 MB             | 1 × 6                   | Radeon 660M | 06    | 1,9        | 045 W   | 4. Jan. 2022       |
| Ryzen 5         | 6600HS (c)      | 6 (12)          | 3,3            | 4,5            | 16 MB             | 1 × 6                   | Radeon 660M | 06    | 1,9        | 035 W   | 4. Jan. 2022       |
| Ryzen 5         | 6600U (c)       | 6 (12)          | 2,9            | 4,5            | 16 MB             | 1 × 6                   | Radeon 660M | 06    | 1,9        | 15–28 W | 4. Jan. 2022       |

#### Rembrandt-R (Serie 7035)
Gemeinsame Merkmale von Ryzen 7035 Notebook-APUs:
- Sockel: FP7.
- Alle CPUs unterstützen DDR5–4800 oder LPDDR5–6400 im Dual-Channel.
- L1-Cache: 64 KB (32 KB Daten + 32 KB Anweisungen) pro Kern.
- L2-Cache: 512 KB pro Kern.
- MMX, SSE, SSE2, SSE3, SSSE3, SSE4a, SSE4.1, SSE4.2, CLMUL, AES-NI, AVX, AMD64, NX-Bit, SMP, OPM und AMD-V
- Alle CPUs unterstützen 16 PCIe 4.0-Lanes.
- Enthält integrierte RDNA 2 GPU.
- Herstellungsprozess: TSMC 6 nm FinFET.

| Marke \| Modell | Marke \| Modell | CPU             | CPU            | CPU            | CPU               | CPU                     | GPU             | GPU             | GPU             | TDP     | Einführungs- datum |
| Marke \| Modell | Marke \| Modell | Kerne (Threads) | Takt (GHz) (a) | Takt (GHz) (a) | L3-Cache (gesamt) | Kern- konfiguration (b) | Modell          | Kerne           | Takt (GHz)      | TDP     | Einführungs- datum |
| Marke \| Modell | Marke \| Modell | Kerne (Threads) | Basis          | Boost          | L3-Cache (gesamt) | Kern- konfiguration (b) | Modell          | Kerne           | Takt (GHz)      | TDP     | Einführungs- datum |
| --------------- | --------------- | --------------- | -------------- | -------------- | ----------------- | ----------------------- | --------------- | --------------- | --------------- | ------- | ------------------ |
| Ryzen 7         | 7735HS          | 8 (16)          | 3,2            | 4,75           | 16 MB             | 1 × 8                   | Radeon 680M     | 12              | 2,2             | 35–54 W | 30. Apr. 2023      |
| Ryzen 7         | 7735H           | 8 (16)          | 3,2            | 4,75           | 16 MB             | 1 × 8                   | Radeon 680M     | 12              | 2,2             | 35–54 W | 30. Apr. 2023      |
| Ryzen 7         | 7736U           | 8 (16)          | 2,7            | 4,70           | 16 MB             | 1 × 8                   | Radeon 680M     | 12              | 2,2             | 15–28 W | 4. Jan. 2023       |
| Ryzen 7         | 7735U           | 8 (16)          | 2,7            | 4,75           | 16 MB             | 1 × 8                   | Radeon 680M     | 12              | 2,2             | 15–30 W | 4. Jan. 2023       |
| Ryzen 7         | 7435HS          | 8 (16)          | 3,1            | 4,50           | 16 MB             | 1 × 8                   | nicht vorhanden | nicht vorhanden | nicht vorhanden | 35–54 W | 2024               |
| Ryzen 7         | 7435H           | 8 (16)          | 3,1            | 4,50           | 16 MB             | 1 × 8                   | nicht vorhanden | nicht vorhanden | nicht vorhanden | 35–54 W | 2024               |
| Ryzen 5         | 7535HS          | 6 (12)          | 3,3            | 4,55           | 16 MB             | 1 × 6                   | Radeon 660M     | 06              | 1,9             | 35–54 W | 30. Apr. 2023      |
| Ryzen 5         | 7535H           | 6 (12)          | 3,3            | 4,55           | 16 MB             | 1 × 6                   | Radeon 660M     | 06              | 1,9             | 35–54 W | 30. Apr. 2023      |
| Ryzen 5         | 7535U           | 6 (12)          | 2,9            | 4,55           | 16 MB             | 1 × 6                   | Radeon 660M     | 06              | 1,9             | 15–30 W | 4. Jan. 2023       |
| Ryzen 5         | 7235HS          | 4 (8)0          | 3,2            | 4,20           | 08 MB             | 1 × 4                   | nicht vorhanden | nicht vorhanden | nicht vorhanden | 35–53 W | 2024               |
| Ryzen 5         | 7235H           | 4 (8)0          | 3,2            | 4,20           | 08 MB             | 1 × 4                   | nicht vorhanden | nicht vorhanden | nicht vorhanden | 35–53 W | 2024               |
| Ryzen 3         | 7335U           | 4 (8)0          | 3,0            | 4,30           | 08 MB             | 1 × 4                   | Radeon 660M     | 04              | 1,8             | 15–30 W | 4. Jan. 2023       |

### Zen 4

#### Phoenix (Serie 7040)
Gemeinsame Merkmale von Ryzen 7040 Notebook-APUs:
- Sockel: FP7, FP7r2, FP8
- FP8 Sockel gilt für alle Prozessoren, außer die Pro-Versionen und 7545U, 7540U und 7440U.
- Alle CPUs unterstützen DDR5–5600 oder LPDDR5/X–7500 im Dual-Channel.
- L1-Cache: 64 KB (32 KB Daten + 32 KB Anweisungen) pro Kern.
- L2-Cache: 1 MB pro Kern.
- MMX, SSE, SSE2, SSE3, SSSE3, SSE4a, SSE4.1, SSE4.2, CLMUL, AES-NI, AVX, AMD64, NX-Bit, SMP, OPM und AMD-V
- Alle CPUs unterstützen 20 PCIe 4.0-Lanes. 7545U, 7540U und 7440U unterstützen 14 PCIe 4.0-Lanes.
- Enthält integrierte RDNA 3 GPU.
- Enthält die XDNA AI Engine (Ryzen AI [ab 7640]).
- Herstellungsprozess: TSMC 4 nm FinFET.

| Marke \| Modell | Marke \| Modell | CPU             | CPU            | CPU            | CPU               | CPU                     | GPU         | GPU   | GPU        | Ryzen AI        | Ryzen AI        | TDP     | Einführungs- datum |
| Marke \| Modell | Marke \| Modell | Kerne (Threads) | Takt (GHz) (a) | Takt (GHz) (a) | L3-Cache (gesamt) | Kern- konfiguration (b) | Modell      | Kerne | Takt (GHz) | CPU             | NPU             | TDP     | Einführungs- datum |
| Marke \| Modell | Marke \| Modell | Kerne (Threads) | Basis          | Boost          | L3-Cache (gesamt) | Kern- konfiguration (b) | Modell      | Kerne | Takt (GHz) | CPU             | NPU             | TDP     | Einführungs- datum |
| --------------- | --------------- | --------------- | -------------- | -------------- | ----------------- | ----------------------- | ----------- | ----- | ---------- | --------------- | --------------- | ------- | ------------------ |
| Ryzen 9         | 7940HS (c)      | 8 (16)          | 4,0            | 5,2            | 16 MB             | 1 × 8                   | Radeon 780M | 12    | 2,8        | -               | 10 TOPS         | 35–54 W | 5. Jan. 2023       |
| Ryzen 9         | 7940H           | 8 (16)          | 4,0            | 5,2            | 16 MB             | 1 × 8                   | Radeon 780M | 12    | 2,8        | -               | 10 TOPS         | 35–54 W | 5. Jan. 2023       |
| Ryzen 7         | 7840HS (c)      | 8 (16)          | 3,8            | 5,1            | 16 MB             | 1 × 8                   | Radeon 780M | 12    | 2,7        | -               | 10 TOPS         | 35–54 W | 5. Jan. 2023       |
| Ryzen 7         | 7840H           | 8 (16)          | 3,8            | 5,1            | 16 MB             | 1 × 8                   | Radeon 780M | 12    | 2,7        | -               | 10 TOPS         | 35–54 W | 5. Jan. 2023       |
| Ryzen 7         | 7840U (c)       | 8 (16)          | 3,3            | 5,1            | 16 MB             | 1 × 8                   | Radeon 780M | 12    | 2,7        | 22 TOPS         | 10 TOPS         | 15–30 W | 3. Mai 2023        |
| Ryzen 5         | 7640HS (c)      | 6 (12)          | 4,3            | 5,0            | 16 MB             | 1 × 6                   | Radeon 760M | 08    | 2,6        | -               | 10 TOPS         | 35–54 W | 5. Jan. 2023       |
| Ryzen 5         | 7640H           | 6 (12)          | 4,3            | 5,0            | 16 MB             | 1 × 6                   | Radeon 760M | 08    | 2,6        | -               | 10 TOPS         | 35–54 W | 5. Jan. 2023       |
| Ryzen 5         | 7640U (c)       | 6 (12)          | 3,5            | 4,9            | 16 MB             | 1 × 6                   | Radeon 760M | 08    | 2,6        | 15 TOPS         | 10 TOPS         | 15–30 W | 23. Mai 2023       |
| Ryzen 5         | 7545U (c)       | 6 (12)          | 3,2            | 4,9            | 16 MB             | 2 + 4                   | Radeon 740M | 04    | 2,8        | Nicht vorhanden | Nicht vorhanden | 15–30 W | 2. Nov. 2023       |
| Ryzen 5         | 7540U (c)       | 6 (12)          | 3,2            | 4,9            | 16 MB             | 1 × 6                   | Radeon 740M | 04    | 2,5        | Nicht vorhanden | Nicht vorhanden | 15–30 W | 23. Mai 2023       |
| Ryzen 3         | 7440U           | 4 (8)0          | 3,0            | 4,7            | 08 MB             | 1 + 3                   | Radeon 740M | 04    | 2,5        | Nicht vorhanden | Nicht vorhanden | 15–30 W | 23. Mai 2023       |

#### Dragon Range (Serie 7045)
Gemeinsame Merkmale von Ryzen 7045 Notebook-APUs:
- Sockel: FL1.
- Alle CPUs unterstützen DDR5–5200 im Dual-Channel.
- L1-Cache: 64 KB (32 KB Daten + 32 KB Anweisungen) pro Kern.
- L2-Cache: 1 MB pro Kern.
- MMX, SSE, SSE2, SSE3, SSSE3, SSE4a, SSE4.1, SSE4.2, CLMUL, AES-NI, AVX, AMD64, NX-Bit, SMP, OPM und AMD-V
- Alle CPUs unterstützen 28 PCIe 5.0-Lanes.
- Enthält integrierte RDNA 2 GPU.
- Herstellungsprozess: TSMC 5 nm FinFET.

| Marke \| Modell | Marke \| Modell | CPU             | CPU            | CPU            | CPU               | CPU                     | GPU         | GPU   | GPU        | TDP     | Einführungs- datum |
| Marke \| Modell | Marke \| Modell | Kerne (Threads) | Takt (GHz) (a) | Takt (GHz) (a) | L3-Cache (gesamt) | Kern- konfiguration (b) | Modell      | Kerne | Takt (GHz) | TDP     | Einführungs- datum |
| Marke \| Modell | Marke \| Modell | Kerne (Threads) | Basis          | Boost          | L3-Cache (gesamt) | Kern- konfiguration (b) | Modell      | Kerne | Takt (GHz) | TDP     | Einführungs- datum |
| --------------- | --------------- | --------------- | -------------- | -------------- | ----------------- | ----------------------- | ----------- | ----- | ---------- | ------- | ------------------ |
| Ryzen 9         | 7945HX3D        | 16 (32)         | 2,3            | 5,4            | 64+64 MB          | 2 × 8                   | Radeon 610M | 2     | 2,2        | 55–75 W | 27. Juli 2023      |
| Ryzen 9         | 7945HX          | 16 (32)         | 2,5            | 5,4            | 064 MB            | 2 × 8                   | Radeon 610M | 2     | 2,2        | 55–75 W | 28. Feb. 2023      |
| Ryzen 9         | 7940HX          | 16 (32)         | 2,4            | 5,2            | 064 MB            | 2 × 8                   | Radeon 610M | 2     | 2,2        | 55–75 W | 17. Jan. 2024      |
| Ryzen 9         | 7845HX          | 12 (24)         | 3,0            | 5,2            | 064 MB            | 2 × 6                   | Radeon 610M | 2     | 2,2        | 45–75 W | 28. Feb. 2023      |
| Ryzen 7         | 7745HX          | 08 (16)         | 3,6            | 5,1            | 032 MB            | 1 × 8                   | Radeon 610M | 2     | 2,2        | 45–75 W | 28. Feb. 2023      |
| Ryzen 5         | 7645HX          | 06 (12)         | 4,0            | 5,0            | 032 MB            | 1 × 6                   | Radeon 610M | 2     | 2,2        | 45–75 W | 28. Feb. 2023      |

#### Hawk Point (Serie 8040)
Gemeinsame Merkmale von Ryzen 8040 Notebook-APUs:
- Sockel: FP7, FP7r2, FP8.
- Alle CPUs unterstützen DDR5–5600 oder LPDDR5x–7500 im Dual-Channel.
- L1-Cache: 64 KB (32 KB Daten + 32 KB Anweisungen) pro Kern.
- L2-Cache: 1 MB pro Kern.
- MMX, SSE, SSE2, SSE3, SSSE3, SSE4a, SSE4.1, SSE4.2, FMA3, BMI1, BMI2, F16C, SHA, AES-NI, AVX, AMD64, SMT, SMAP, NX-Bit, AMD-V, EVP, SMEP, XDNA2 und Precision Boost 2.
- Alle CPUs unterstützen 20 PCIe 4.0-Lanes. 8540U und 8440U unterstützen 14 PCIe 4.0-Lanes.
- Enthält integrierte RDNA 3 GPU.
- Enthält die XDNA AI Engine (Ryzen AI).
- Herstellungsprozess: TSMC 4 nm FinFET.

| Marke \| Modell | Marke \| Modell | CPU                     | CPU             | CPU             | CPU                 | CPU                | CPU                 | CPU               | CPU                     | GPU         | GPU   | GPU        | Ryzen AI        | Ryzen AI        | TDP     | Einführungs- datum |
| Marke \| Modell | Marke \| Modell | Kerne (Threads)         | Kerne (Threads) | Kerne (Threads) | Takt (GHz) (a)      | Takt (GHz) (a)     | Takt (GHz) (a)      | L3-Cache (gesamt) | Kern- konfiguration (b) | Modell      | Kerne | Takt (GHz) | CPU             | NPU             | TDP     | Einführungs- datum |
| Marke \| Modell | Marke \| Modell | gesamt (Zen 4 + Zen 4c) | Zen 4           | Zen 4c          | gesamt Basis/ Boost | Zen 4 Basis/ Boost | Zen 4c Basis/ Boost | L3-Cache (gesamt) | Kern- konfiguration (b) | Modell      | Kerne | Takt (GHz) | CPU             | NPU             | TDP     | Einführungs- datum |
| --------------- | --------------- | ----------------------- | --------------- | --------------- | ------------------- | ------------------ | ------------------- | ----------------- | ----------------------- | ----------- | ----- | ---------- | --------------- | --------------- | ------- | ------------------ |
| Ryzen 9         | 8945HS (c)      | 8 (16)                  | 8 (16)          | -               | 4,0 / 5,2           | 4,0 / 5,2          | -                   | 16 MB             | 1 × 8                   | Radeon 780M | 12    | 2,8        | 23 TOPS         | 16 TOPS         | 35–54 W | 6. Dez. 2023       |
| Ryzen 7         | 8845HS (c)      | 8 (16)                  | 8 (16)          | -               | 3,8 / 5,1           | 3,8 / 5,1          | -                   | 16 MB             | 1 × 8                   | Radeon 780M | 12    | 2,7        | 22 TOPS         | 16 TOPS         | 35–54 W | 6. Dez. 2023       |
| Ryzen 7         | 8840HS (c)      | 8 (16)                  | 8 (16)          | -               | 3,3 / 5,1           | 3,3 / 5,1          | -                   | 16 MB             | 1 × 8                   | Radeon 780M | 12    | 2,7        | 23 TOPS         | 16 TOPS         | 20–30 W | 6. Dez. 2023       |
| Ryzen 7         | 8840U (c)       | 8 (16)                  | 8 (16)          | -               | 3,3 / 5,1           | 3,3 / 5,1          | -                   | 16 MB             | 1 × 8                   | Radeon 780M | 12    | 2,7        | 22 TOPS         | 16 TOPS         | 15–30 W | 6. Dez. 2023       |
| Ryzen 5         | 8645HS (c)      | 6 (12)                  | 6 (12)          | -               | 4,3 / 5,0           | 4,3 / 5,0          | -                   | 16 MB             | 1 × 6                   | Radeon 760M | 08    | 2,6        | 15 TOPS         | 16 TOPS         | 35–54 W | 6. Dez. 2023       |
| Ryzen 5         | 8640HS (c)      | 6 (12)                  | 6 (12)          | -               | 3,5 / 4,9           | 3,5 / 4,9          | -                   | 16 MB             | 1 × 6                   | Radeon 760M | 08    | 2,6        | 15 TOPS         | 16 TOPS         | 20–30 W | 6. Dez. 2023       |
| Ryzen 5         | 8640U (c)       | 6 (12)                  | 6 (12)          | -               | 3,5 / 4,9           | 3,5 / 4,9          | -                   | 16 MB             | 1 × 6                   | Radeon 760M | 08    | 2,6        | 15 TOPS         | 16 TOPS         | 15–30 W | 6. Dez. 2023       |
| Ryzen 5         | 8540U (c)       | 6 (12)                  | 2 (4)           | 4 (8)           | 3,2 / 4,9           | 3,7 / 4,9          | 3,0 / 3,5           | 16 MB             | 2 + 4                   | Radeon 740M | 04    | 2,8        | Nicht vorhanden | Nicht vorhanden | 15–30 W | 6. Dez. 2023       |
| Ryzen 3         | 8440U           | 4 (8)0                  | 1 (2)           | 3 (6)           | 3,0 / 4,7           | 3,6 / 4,7          | 2,8 / 3,3           | 8 MB              | 1 + 3                   | Radeon 740M | 04    | 2,5        | Nicht vorhanden | Nicht vorhanden | 15–30 W | 6. Dez. 2023       |

#### Dragon Range (Serie 8045)
Gemeinsame Merkmale von Ryzen 8045 Notebook-APUs:
- Sockel: FL1.
- Alle CPUs unterstützen DDR5–5200 im Dual-Channel.
- L1-Cache: 64 KB (32 KB Daten + 32 KB Anweisungen) pro Kern.
- L2-Cache: 1 MB pro Kern.
- MMX, SSE, SSE2, SSE3, SSSE3, SSE4a, SSE4.1, SSE4.2, CLMUL, AES-NI, AVX, AMD64, NX-Bit, SMP, OPM und AMD-V
- Alle CPUs unterstützen 28 PCIe 5.0-Lanes.
- Enthält integrierte RDNA 2 GPU.
- Herstellungsprozess: TSMC 5 nm FinFET.

| Marke \| Modell | Marke \| Modell | CPU             | CPU            | CPU            | CPU               | CPU                     | GPU         | GPU   | GPU        | TDP     | Einführungs- datum |
| Marke \| Modell | Marke \| Modell | Kerne (Threads) | Takt (GHz) (a) | Takt (GHz) (a) | L3-Cache (gesamt) | Kern- konfiguration (b) | Modell      | Kerne | Takt (GHz) | TDP     | Einführungs- datum |
| Marke \| Modell | Marke \| Modell | Kerne (Threads) | Basis          | Boost          | L3-Cache (gesamt) | Kern- konfiguration (b) | Modell      | Kerne | Takt (GHz) | TDP     | Einführungs- datum |
| --------------- | --------------- | --------------- | -------------- | -------------- | ----------------- | ----------------------- | ----------- | ----- | ---------- | ------- | ------------------ |
| Ryzen 9         | 8945HX          | 16 (32)         | 2,5            | 5,4            | 64 MB             | 2 × 8                   | Radeon 610M | 2     | 2,2        | 55–75 W | 23. Apr. 2025      |
| Ryzen 9         | 8940HX          | 16 (32)         | 2,4            | 5,3            | 64 MB             | 2 × 8                   | Radeon 610M | 2     | 2,2        | 55–75 W | 23. Apr. 2025      |
| Ryzen 7         | 8840HX          | 12 (24)         | 2,9            | 5,1            | 64 MB             | 2 × 6                   | Radeon 610M | 2     | 2,2        | 45–75 W | 23. Apr. 2025      |
| Ryzen 7         | 8745HX          | 08 (16)         | 3,6            | 5,1            | 32 MB             | 1 × 8                   | Radeon 610M | 2     | 2,2        | 45–75 W | 23. Apr. 2025      |

#### Hawk Point (Serie 200)
Gemeinsame Merkmale von Ryzen 200 Notebook-APUs:
- Sockel: FP8.
- Alle CPUs unterstützen DDR5–5600 oder LPDDR5x–7500 im Dual-Channel.
- L1-Cache: 64 KB (32 KB Daten + 32 KB Anweisungen) pro Kern.
- L2-Cache: 1 MB pro Kern.
- MMX, SSE, SSE2, SSE3, SSSE3, SSE4a, SSE4.1, SSE4.2, FMA3, BMI1, BMI2, F16C, SHA, AES-NI, AVX, AMD64, SMT, SMAP, NX-Bit, AMD-V, EVP, SMEP, XDNA2 und Precision Boost 2.
- Alle CPUs unterstützen 20 PCIe 4.0-Lanes. Ryzen 5 220 und Ryzen 3 210 unterstützen 14 PCIe 4.0-Lanes.
- Enthält integrierte RDNA 3 GPU.
- Enthält die XDNA AI Engine (Ryzen AI).
- Herstellungsprozess: TSMC 4 nm FinFET.

| Marke \| Modell | Marke \| Modell | CPU                     | CPU             | CPU             | CPU                 | CPU                | CPU                 | CPU               | CPU                     | GPU         | GPU   | GPU        | Ryzen AI        | Ryzen AI        | TDP     | Einführungs- datum |
| Marke \| Modell | Marke \| Modell | Kerne (Threads)         | Kerne (Threads) | Kerne (Threads) | Takt (GHz) (a)      | Takt (GHz) (a)     | Takt (GHz) (a)      | L3-Cache (gesamt) | Kern- konfiguration (b) | Modell      | Kerne | Takt (GHz) | CPU             | NPU             | TDP     | Einführungs- datum |
| Marke \| Modell | Marke \| Modell | gesamt (Zen 4 + Zen 4c) | Zen 4           | Zen 4c          | gesamt Basis/ Boost | Zen 4 Basis/ Boost | Zen 4c Basis/ Boost | L3-Cache (gesamt) | Kern- konfiguration (b) | Modell      | Kerne | Takt (GHz) | CPU             | NPU             | TDP     | Einführungs- datum |
| --------------- | --------------- | ----------------------- | --------------- | --------------- | ------------------- | ------------------ | ------------------- | ----------------- | ----------------------- | ----------- | ----- | ---------- | --------------- | --------------- | ------- | ------------------ |
| Ryzen 9         | 270             | 8 (16)                  | 8 (16)          | -               | 4,0 / 5,2           | 4,0 / 5,2          | -                   | 16 MB             | 1 × 8                   | Radeon 780M | 12    | 2,8        | 23 TOPS         | 16 TOPS         | 35–54 W | 6. Jan. 2025       |
| Ryzen 7         | 260             | 8 (16)                  | 8 (16)          | -               | 3,8 / 5,1           | 3,8 / 5,1          | -                   | 16 MB             | 1 × 8                   | Radeon 780M | 12    | 2,7        | 22 TOPS         | 16 TOPS         | 35–54 W | 6. Jan. 2025       |
| Ryzen 7         | 250 (c)         | 8 (16)                  | 8 (16)          | -               | 3,3 / 5,1           | 3,3 / 5,1          | -                   | 16 MB             | 1 × 8                   | Radeon 780M | 12    | 2,7        | 22 TOPS         | 16 TOPS         | 15–30 W | 6. Jan. 2025       |
| Ryzen 5         | 240             | 6 (12)                  | 6 (12)          | -               | 4,3 / 5,0           | 4,3 / 5,0          | -                   | 16 MB             | 1 × 6                   | Radeon 760M | 08    | 2,6        | 15 TOPS         | 16 TOPS         | 35–54 W | 6. Jan. 2025       |
| Ryzen 5         | 230 (c)         | 6 (12)                  | 6 (12)          | -               | 3,5 / 4,9           | 3,5 / 4,9          | -                   | 16 MB             | 1 × 6                   | Radeon 760M | 08    | 2,6        | 15 TOPS         | 16 TOPS         | 15–30 W | 6. Jan. 2025       |
| Ryzen 5         | 220 (c)         | 6 (12)                  | 2 (4)           | 4 (8)           | 3,2 / 4,9           | 3,7 / 4,9          | 3,0 / 3,5           | 16 MB             | 2 + 4                   | Radeon 740M | 04    | 2,8        | Nicht vorhanden | Nicht vorhanden | 15–30 W | 6. Jan. 2025       |
| Ryzen 3         | 210 (c)         | 4 (8)0                  | 1 (2)           | 3 (6)           | 3,0 / 4,7           | 3,6 / 4,7          | 2,8 / 3,3           | 08 MB             | 1 + 3                   | Radeon 740M | 04    | 2,5        | Nicht vorhanden | Nicht vorhanden | 15–30 W | 6. Jan. 2025       |

### Zen 5

#### Fire Range (Serie 9000)
Gemeinsame Merkmale von Ryzen 9000 Notebook-APUs:
- Sockel: FL1.
- Alle CPUs unterstützen DDR5–5600 im Dual-Channel.
- L1-Cache: 80 KB (48 KB Daten + 32 KB Anweisungen) pro Kern.
- L2-Cache: 1 MB pro Kern.
- MMX, SSE, SSE2, SSE3, SSSE3, SSE4a, SSE4.1, SSE4.2, CLMUL, AES-NI, AVX, AVX2, AVX-512, AMD64, NX-Bit, SMP, OPM, AMD-V und Precision Boost 2.
- Alle CPUs unterstützen 28 PCIe 5.0-Lanes.
- Enthält die integrierte RDNA 2 Radeon-610M-GPU mit 2 Grafikkernen und Taktraten von 2,2 GHz.
- Herstellungsprozess: TSMC 4 nm FinFET und 6 nm für I/O.
- Zusätzlich 64 MB einer 3D-Bibliothek des L3 Caches in Ryzen 9 9955HX3D.

| Marke \| Modell | Marke \| Modell | Kerne (Threads) | Takt (GHz) (a) | Takt (GHz) (a) | L3-Cache (gesamt) | TDP     | Chiplets         | Kern- konfiguration (b) | Einführungs- datum |
| Marke \| Modell | Marke \| Modell | Kerne (Threads) | Basis          | Boost          | L3-Cache (gesamt) | TDP     | Chiplets         | Kern- konfiguration (b) | Einführungs- datum |
| --------------- | --------------- | --------------- | -------------- | -------------- | ----------------- | ------- | ---------------- | ----------------------- | ------------------ |
| Ryzen 9         | 9955HX3D        | 16 (32)         | 2,5            | 5,4            | 64+64 MB          | 55–75 W | 2 × CCD 1 × I/OD | 2 × 8                   | 2025               |
| Ryzen 9         | 9955HX          | 16 (32)         | 2,5            | 5,4            | 064 MB            | 55–75 W | 2 × CCD 1 × I/OD | 2 × 8                   | 2025               |
| Ryzen 9         | 9850HX          | 12 (24)         | 3,0            | 5,2            | 064 MB            | 45–75 W | 2 × CCD 1 × I/OD | 2 × 6                   | 2025               |

#### Strix Point (Serie AI300)
Gemeinsame Merkmale von Ryzen AI 300 Notebook-APUs:
- Sockel: FP8.
- Alle CPUs unterstützen DDR5–5600 oder LPDDR5x–8000 im Dual-Channel.
- L1-Cache: 80 KB (48 KB Daten + 32 KB Anweisungen) pro Kern.
- L2-Cache: 1 MB pro Kern.
- MMX, SSE, SSE2, SSE3, SSSE3, SSE4a, SSE4.1, SSE4.2, FMA3, BMI1, BMI2, F16C, SHA, AES-NI, AVX, AMD64, SMT, SMAP, NX-Bit, AMD-V, EVP, SMEP, XDNA2 und Precision Boost 2.
- Alle CPUs unterstützen 16 PCIe 4.0-Lanes.
- Enthält integrierte RDNA 3.5 GPU.
- Die NPU besteht aus der XDNA 2 AI Engine (Ryzen AI).
- Herstellungsprozess: TSMC 4 nm FinFET.

| Marke \| Modell | Marke \| Modell | CPU                     | CPU             | CPU             | CPU                 | CPU                | CPU                 | CPU               | CPU                       | GPU         | GPU   | GPU        | Ryzen AI | Ryzen AI | TDP     | Einführungs- datum |
| Marke \| Modell | Marke \| Modell | Kerne (Threads)         | Kerne (Threads) | Kerne (Threads) | Takt (GHz) (a)      | Takt (GHz) (a)     | Takt (GHz) (a)      | L3-Cache (gesamt) | Kern- konfigu- ration (b) | Modell      | Kerne | Takt (GHz) | CPU      | NPU      | TDP     | Einführungs- datum |
| Marke \| Modell | Marke \| Modell | gesamt (Zen 5 + Zen 5c) | Zen 5           | Zen 5c          | gesamt Basis/ Boost | Zen 5 Basis/ Boost | Zen 5c Basis/ Boost | L3-Cache (gesamt) | Kern- konfigu- ration (b) | Modell      | Kerne | Takt (GHz) | CPU      | NPU      | TDP     | Einführungs- datum |
| --------------- | --------------- | ----------------------- | --------------- | --------------- | ------------------- | ------------------ | ------------------- | ----------------- | ------------------------- | ----------- | ----- | ---------- | -------- | -------- | ------- | ------------------ |
| Ryzen AI 9      | HX 375 (c)      | 12 (24)                 | 4 (8)           | 8 (16)          | -                   | 2,0 / 5,1          | 2,0 / 3,3           | 24 MB             | 4 + 8                     | Radeon 890M | 16    | 2,9        | 30 TOPS  | 55 TOPS  | 15–54 W | 17. Juli 2024      |
| Ryzen AI 9      | HX 370 (c)      | 12 (24)                 | 4 (8)           | 8 (16)          | -                   | 2,0 / 5,1          | 2,0 / 3,3           | 24 MB             | 4 + 8                     | Radeon 890M | 16    | 2,9        | 30 TOPS  | 50 TOPS  | 15–54 W | 17. Juli 2024      |
| Ryzen AI 9      | 365             | 10 (20)                 | 4 (8)           | 6 (12)          | 2,0 / 5,0           | -                  | -                   | 24 MB             | 4 + 6                     | Radeon 880M | 12    | 2,9        | 23 TOPS  | 50 TOPS  | 15–54 W | 17. Juli 2024      |
| Ryzen AI 7      | PRO 360         | 08 (16)                 | 3 (6)           | 5 (10)          | 2,0 / 5,0           | 2,0 / 5,0          | 2,0 / 3,3           | 16 MB             | 3 + 5                     | Radeon 880M | 12    | 2,9        | 22 TOPS  | 50 TOPS  | 15–54 W | 1. Okt. 2024       |

#### Krackan Point (Serie AI300)
Gemeinsame Merkmale von Ryzen AI 300 Notebook-APUs:
- Sockel: FP8.
- Alle CPUs unterstützen DDR5–5600 oder LPDDR5x–8000 im Dual-Channel.
- L1-Cache: 80 KB (48 KB Daten + 32 KB Anweisungen) pro Kern.
- L2-Cache: 1 MB pro Kern.
- MMX, SSE, SSE2, SSE3, SSSE3, SSE4a, SSE4.1, SSE4.2, FMA3, BMI1, BMI2, F16C, SHA, AES-NI, AVX, AMD64, SMT, SMAP, NX-Bit, AMD-V, EVP, SMEP, XDNA2 und Precision Boost 2.
- Alle CPUs unterstützen 16 PCIe 4.0-Lanes.
- Enthält integrierte RDNA 3.5 GPU.
- Die NPU besteht aus der XDNA 2 AI Engine (Ryzen AI).
- Herstellungsprozess: TSMC 4 nm FinFET.

| Marke \| Modell | Marke \| Modell | CPU                     | CPU             | CPU             | CPU                 | CPU                | CPU                 | CPU               | CPU                       | GPU         | GPU   | GPU        | Ryzen AI | Ryzen AI | TDP     | Einführungs- datum |
| Marke \| Modell | Marke \| Modell | Kerne (Threads)         | Kerne (Threads) | Kerne (Threads) | Takt (GHz) (a)      | Takt (GHz) (a)     | Takt (GHz) (a)      | L3-Cache (gesamt) | Kern- konfigu- ration (b) | Modell      | Kerne | Takt (GHz) | CPU      | NPU      | TDP     | Einführungs- datum |
| Marke \| Modell | Marke \| Modell | gesamt (Zen 5 + Zen 5c) | Zen 5           | Zen 5c          | gesamt Basis/ Boost | Zen 5 Basis/ Boost | Zen 5c Basis/ Boost | L3-Cache (gesamt) | Kern- konfigu- ration (b) | Modell      | Kerne | Takt (GHz) | CPU      | NPU      | TDP     | Einführungs- datum |
| --------------- | --------------- | ----------------------- | --------------- | --------------- | ------------------- | ------------------ | ------------------- | ----------------- | ------------------------- | ----------- | ----- | ---------- | -------- | -------- | ------- | ------------------ |
| Ryzen AI 7      | 350 (c)         | 8 (16)                  | 4 (8)           | 4 (8)           | 2,0 / 5,0           | 2,0 / 5,0          | 2,0 / 3,5           | 16 MB             | 4 + 4                     | Radeon 860M | 8     | 3,0        | 16 TOPS  | 50 TOPS  | 15–54 W | 2025               |
| Ryzen AI 5      | 340 (c)         | 6 (12)                  | 3 (6)           | 3 (6)           | 2,0 / 4,8           | 2,0 / 4,8          | 2,0 / 3,4           | 16 MB             | 3 + 3                     | Radeon 840M | 4     | 2,9        | 09 TOPS  | 50 TOPS  | 15–54 W | 2025               |

#### Strix Halo (Serie AIMax300)
Gemeinsame Merkmale von Ryzen AI Max 300 Notebook-APUs:
- Sockel: FP11.
- Alle CPUs unterstützen LPDDR5x–8000 im Quad-Channel.
- L1-Cache: 80 KB (48 KB Daten + 32 KB Anweisungen) pro Kern.
- L2-Cache: 1 MB pro Kern.
- MMX, SSE, SSE2, SSE3, SSSE3, SSE4a, SSE4.1, SSE4.2, FMA3, BMI1, BMI2, F16C, SHA, AES-NI, AVX, AMD64, SMT, SMAP, NX-Bit, AMD-V, EVP, SMEP, XDNA2 und Precision Boost 2.
- Alle CPUs unterstützen 16 PCIe 4.0-Lanes.
- Enthält integrierte RDNA 3.5 GPU.
- Die NPU besteht aus der XDNA 2 AI Engine (Ryzen AI).
- Herstellungsprozess: TSMC 4 nm FinFET.

| Marke \| Modell | Marke \| Modell | CPU             | CPU            | CPU            | CPU               | CPU                       | GPU          | GPU   | GPU        | Ryzen AI | Ryzen AI | TDP      | Einführungs- datum |
| Marke \| Modell | Marke \| Modell | Kerne (Threads) | Takt (GHz) (a) | Takt (GHz) (a) | L3-Cache (gesamt) | Kern- konfigu- ration (b) | Modell       | Kerne | Takt (GHz) | CPU      | NPU      | TDP      | Einführungs- datum |
| Marke \| Modell | Marke \| Modell | Kerne (Threads) | Basis          | Boost          | L3-Cache (gesamt) | Kern- konfigu- ration (b) | Modell       | Kerne | Takt (GHz) | CPU      | NPU      | TDP      | Einführungs- datum |
| --------------- | --------------- | --------------- | -------------- | -------------- | ----------------- | ------------------------- | ------------ | ----- | ---------- | -------- | -------- | -------- | ------------------ |
| Ryzen AI Max+   | 395 (c)         | 16 (32)         | 3,0            | 5,1            | 64 MB             | 2 × 8                     | Radeon 8060S | 40    | 2,9        | 76 TOPS  | 50 TOPS  | 45–120 W | 2025               |
| Ryzen AI Max    | 390 (c)         | 12 (24)         | 3,2            | 5,0            | 64 MB             | 2 × 6                     | Radeon 8050S | 32    | 2,8        | 60 TOPS  | 50 TOPS  | 45–120 W | 2025               |
| Ryzen AI Max    | 385 (c)         | 08 (16)         | 3,6            | 5,0            | 32 MB             | 1 × 8                     | Radeon 8050S | 32    | 2,8        | 56 TOPS  | 50 TOPS  | 45–120 W | 2025               |
| Ryzen AI Max    | PRO 380         | 06 (12)         | 3,6            | 4,9            | 16 MB             | 1 × 6                     | Radeon 8040S | 16    | 2,8        | 30 TOPS  | 50 TOPS  | 45–120 W | 2025               |

## Handheld-Gaming

### Zen 3+

#### Ryzen (Serie Z2)
Gemeinsame Merkmale von Ryzen Z2 Handheld-APU:
- Alle CPUs unterstützen UDIMM- und SO-DIMM-RAM-Module.
- L1-Cache: 64 KB (32 KB Daten + 32 KB Anweisungen) pro Kern.
- L2-Cache: 5 KB pro Kern.
- MMX, SSE, SSE2, SSE3, SSSE3, SSE4a, SSE4.1, SSE4.2, CLMUL, AES-NI, AVX, AVX2, AVX-512, AMD64, NX-Bit, SMP, OPM, AMD-V und Precision Boost 2.
- Enthält integrierte RDNA 2 GPU.
- Herstellungsprozess: TSMC 4 nm FinFET.

| Marke \| Modell | Marke \| Modell | CPU             | CPU            | CPU            | CPU               | CPU                     | GPU             | GPU   | GPU        | TDP     | Einführungs- datum |
| Marke \| Modell | Marke \| Modell | Kerne (Threads) | Takt (GHz) (a) | Takt (GHz) (a) | L3-Cache (gesamt) | Kern- konfiguration (b) | Modell          | Kerne | Takt (GHz) | TDP     | Einführungs- datum |
| Marke \| Modell | Marke \| Modell | Kerne (Threads) | Basis          | Boost          | L3-Cache (gesamt) | Kern- konfiguration (b) | Modell          | Kerne | Takt (GHz) | TDP     | Einführungs- datum |
| --------------- | --------------- | --------------- | -------------- | -------------- | ----------------- | ----------------------- | --------------- | ----- | ---------- | ------- | ------------------ |
| Ryzen           | Z2 GO           | 4 (8)           | 3,0            | 4,3            | 8 MB              | 1 × 4                   | Radeon Graphics | 12    | ?          | 15–30 W | 6. Jan. 2025       |

### Zen 4

#### Ryzen (Serie Z1)
Gemeinsame Merkmale von Ryzen Z1 Handheld-APUs:
- Alle CPUs unterstützen UDIMM- und SO-DIMM-RAM-Module.
- L1-Cache: 64 KB (32 KB Daten + 32 KB Anweisungen) pro Kern.
- L2-Cache: 1 MB pro Kern.
- MMX, SSE, SSE2, SSE3, SSSE3, SSE4a, SSE4.1, SSE4.2, CLMUL, AES-NI, AVX, AVX2, AVX-512, AMD64, NX-Bit, SMP, OPM, AMD-V und Precision Boost 2.
- Enthält integrierte RDNA 3 GPU.
- Herstellungsprozess: TSMC 4 nm FinFET.

| Marke \| Modell | Marke \| Modell | CPU             | CPU            | CPU            | CPU               | CPU                     | GPU             | GPU   | GPU        | TDP    | Einführungs- datum |
| Marke \| Modell | Marke \| Modell | Kerne (Threads) | Takt (GHz) (a) | Takt (GHz) (a) | L3-Cache (gesamt) | Kern- konfiguration (b) | Modell          | Kerne | Takt (GHz) | TDP    | Einführungs- datum |
| Marke \| Modell | Marke \| Modell | Kerne (Threads) | Basis          | Boost          | L3-Cache (gesamt) | Kern- konfiguration (b) | Modell          | Kerne | Takt (GHz) | TDP    | Einführungs- datum |
| --------------- | --------------- | --------------- | -------------- | -------------- | ----------------- | ----------------------- | --------------- | ----- | ---------- | ------ | ------------------ |
| Ryzen           | Z1 Extreme      | 8 (16)          | 3,3            | 5,1            | 16 MB             | 1 × 8                   | Radeon Graphics | 12    | 2,7        | 9–30 W | 25. Apr. 2023      |
| Ryzen           | Z1              | 6 (12)          | 3,2            | 4,9            | 16 MB             | 1 × 6                   | Radeon Graphics | 04    | 2,5        | 9–30 W | 25. Apr. 2023      |

#### Ryzen (Serie Z2)
Gemeinsame Merkmale von Ryzen Z2 Handheld-APU:
- Alle CPUs unterstützen UDIMM- und SO-DIMM-RAM-Module.
- L1-Cache: 64 KB (32 KB Daten + 32 KB Anweisungen) pro Kern.
- L2-Cache: 1 MB pro Kern.
- MMX, SSE, SSE2, SSE3, SSSE3, SSE4a, SSE4.1, SSE4.2, CLMUL, AES-NI, AVX, AVX2, AVX-512, AMD64, NX-Bit, SMP, OPM, AMD-V und Precision Boost 2.
- Enthält integrierte RDNA 3 GPU.
- Herstellungsprozess: TSMC 4 nm FinFET.

| Marke \| Modell | Marke \| Modell | CPU             | CPU            | CPU            | CPU               | CPU                     | GPU             | GPU   | GPU        | TDP     | Einführungs- datum |
| Marke \| Modell | Marke \| Modell | Kerne (Threads) | Takt (GHz) (a) | Takt (GHz) (a) | L3-Cache (gesamt) | Kern- konfiguration (b) | Modell          | Kerne | Takt (GHz) | TDP     | Einführungs- datum |
| Marke \| Modell | Marke \| Modell | Kerne (Threads) | Basis          | Boost          | L3-Cache (gesamt) | Kern- konfiguration (b) | Modell          | Kerne | Takt (GHz) | TDP     | Einführungs- datum |
| --------------- | --------------- | --------------- | -------------- | -------------- | ----------------- | ----------------------- | --------------- | ----- | ---------- | ------- | ------------------ |
| Ryzen           | Z2              | 8 (16)          | 3,3            | 5,1            | 16 MB             | 1 × 8                   | Radeon Graphics | 12    | ?          | 15–30 W | 6. Jan. 2025       |

### Zen 5

#### Ryzen (Serie Z2)
Gemeinsame Merkmale von Ryzen Z2 Handheld-APU:
- Alle CPUs unterstützen UDIMM- und SO-DIMM-RAM-Module.
- L1-Cache: 64 KB (32 KB Daten + 32 KB Anweisungen) pro Kern.
- L2-Cache: 1 MB pro Kern.
- MMX, SSE, SSE2, SSE3, SSSE3, SSE4a, SSE4.1, SSE4.2, CLMUL, AES-NI, AVX, AVX2, AVX-512, AMD64, NX-Bit, SMP, OPM, AMD-V und Precision Boost 2.
- Enthält integrierte RDNA 3.5 GPU.
- Herstellungsprozess: TSMC 4 nm FinFET.

| Marke \| Modell | Marke \| Modell | CPU             | CPU            | CPU            | CPU               | CPU                     | GPU             | GPU   | GPU        | TDP     | Einführungs- datum |
| Marke \| Modell | Marke \| Modell | Kerne (Threads) | Takt (GHz) (a) | Takt (GHz) (a) | L3-Cache (gesamt) | Kern- konfiguration (b) | Modell          | Kerne | Takt (GHz) | TDP     | Einführungs- datum |
| Marke \| Modell | Marke \| Modell | Kerne (Threads) | Basis          | Boost          | L3-Cache (gesamt) | Kern- konfiguration (b) | Modell          | Kerne | Takt (GHz) | TDP     | Einführungs- datum |
| --------------- | --------------- | --------------- | -------------- | -------------- | ----------------- | ----------------------- | --------------- | ----- | ---------- | ------- | ------------------ |
| Ryzen           | Z2 Extreme      | 8 (16)          | 2,0            | 5,0            | 16 MB             | 1 × 8                   | Radeon Graphics | 16    | ?          | 15–35 W | 6. Jan. 2025       |

## Embedded

### Zen

#### Ryzen Embedded R (Serie 1000)
Gemeinsame Merkmale von Ryzen R1000 Embedded-APUs:
- Sockel: FP5.
- Alle CPUs unterstützen DDR4–2400 im Dual-Channel, mit Ausnahme der R1102G, der unterstützt den RAM im Single-Channel.
- Alle CPUs unterstützen 8 PCIe 3.0-Lanes, mit Ausnahme der R1102G, der unterstützt nur 4 PCIe 3.0-Lanes.
- Herstellungsprozess: 14 nm.

| Marke \| Modell | Marke \| Modell | CPU             | CPU            | CPU            | CPU               | CPU               | GPU             | GPU             | GPU             | TDP     | Einführungs- datum |
| Marke \| Modell | Marke \| Modell | Kerne (Threads) | Takt (GHz) (a) | Takt (GHz) (a) | L2-Cache (gesamt) | L3-Cache (gesamt) | Modell          | Kerne           | Takt (GHz)      | TDP     | Einführungs- datum |
| Marke \| Modell | Marke \| Modell | Kerne (Threads) | Basis          | Boost          | L2-Cache (gesamt) | L3-Cache (gesamt) | Modell          | Kerne           | Takt (GHz)      | TDP     | Einführungs- datum |
| --------------- | --------------- | --------------- | -------------- | -------------- | ----------------- | ----------------- | --------------- | --------------- | --------------- | ------- | ------------------ |
| Ryzen Embedded  | R1606G          | 2 (4)           | 2,6            | 3,5            | 1 MB              | 4 MB              | Radeon Vega 3   | 3               | 1,2             | 12–25 W | 16. Apr. 2019      |
| Ryzen Embedded  | R1600           | 2 (4)           | 2,6            | 3,1            | 1 MB              | 4 MB              | Nicht vorhanden | Nicht vorhanden | Nicht vorhanden | 12–25 W | 25. Feb. 2020      |
| Ryzen Embedded  | R1505G          | 2 (4)           | 2,4            | 3,3            | 1 MB              | 4 MB              | Radeon Vega 3   | 3               | 1,0             | 12–25 W | 16. Apr. 2019      |
| Ryzen Embedded  | R1305G          | 2 (4)           | 1,5            | 2,8            | 1 MB              | 4 MB              | Radeon Vega 3   | 3               | 1,0             | 8–10 W  | 25. Feb. 2020      |
| Ryzen Embedded  | R1102G          | 2 (2)           | 1,2            | 2,6            | 1 MB              | 4 MB              | Radeon Vega 3   | 3               | 1,0             | 06 W    | 25. Feb. 2020      |

#### Ryzen Embedded V (Serie 1000)
Gemeinsame Merkmale von Ryzen V1000 Embedded-APUs:
- Sockel: FP5.
- Alle CPUs unterstützen DDR4–2400 im Dual-Channel, mit Ausnahme der V1807B, V1780B und V1756B, sie unterstützen DDR4–3200.
- Alle CPUs unterstützen 16 PCIe 3.0-Lanes.
- Herstellungsprozess: 14 nm.

| Marke \| Modell | Marke \| Modell | CPU             | CPU            | CPU            | CPU               | CPU               | GPU             | GPU             | GPU             | TDP     | Einführungs- datum |
| Marke \| Modell | Marke \| Modell | Kerne (Threads) | Takt (GHz) (a) | Takt (GHz) (a) | L2-Cache (gesamt) | L3-Cache (gesamt) | Modell          | Kerne           | Takt (GHz)      | TDP     | Einführungs- datum |
| Marke \| Modell | Marke \| Modell | Kerne (Threads) | Basis          | Boost          | L2-Cache (gesamt) | L3-Cache (gesamt) | Modell          | Kerne           | Takt (GHz)      | TDP     | Einführungs- datum |
| --------------- | --------------- | --------------- | -------------- | -------------- | ----------------- | ----------------- | --------------- | --------------- | --------------- | ------- | ------------------ |
| Ryzen Embedded  | V1807B          | 4 (8)           | 3,35           | 3,8            | 2 MB              | 4 MB              | Radeon Vega 11  | 11              | 1,3             | 35–54 W | Feb. 2018          |
| Ryzen Embedded  | V1780B          | 4 (8)           | 3,35           | 3,6            | 2 MB              | 4 MB              | nicht vorhanden | nicht vorhanden | nicht vorhanden | 35–54 W | Dez. 2018          |
| Ryzen Embedded  | V1756B          | 4 (8)           | 3,25           | 3,6            | 2 MB              | 4 MB              | Radeon Vega 8   | 08              | 1,1             | 35–54 W | Feb. 2018          |
| Ryzen Embedded  | V1605B          | 4 (8)           | 2,0            | 3,6            | 2 MB              | 4 MB              | Radeon Vega 8   | 08              | 1,1             | 12–25 W | Feb. 2018          |
| Ryzen Embedded  | V1500B          | 4 (8)           | 2,2            | ?              | 2 MB              | 4 MB              | nicht vorhanden | nicht vorhanden | nicht vorhanden | 12–25 W | Dez. 2018          |
| Ryzen Embedded  | V1404I          | 4 (8)           | 2,0            | 3,6            | 2 MB              | 4 MB              | Radeon Vega 8   | 08              | 1,1             | 12–25 W | Dez. 2018          |
| Ryzen Embedded  | V1202B          | 2 (4)           | 2,3            | 3,2            | 1 MB              | 4 MB              | Radeon Vega 3   | 03              | 1,0             | 12–25 W | Feb. 2018          |

### Zen+

#### Ryzen Embedded R (Serie 2000)
Gemeinsame Merkmale von Ryzen R2000 Embedded-APUs:
- Sockel: FP5.
- R2314 unterstützt DDR4–2666 und R2312 unterstützt DDR4–2400 im Dual-Channel.
- Alle CPUs unterstützen 8 PCIe 3.0-Lanes.
- Herstellungsprozess: 12 nm.

| Marke \| Modell | Marke \| Modell | CPU             | CPU            | CPU            | CPU               | CPU               | GPU             | GPU   | GPU        | TDP     | Einführungs- datum |
| Marke \| Modell | Marke \| Modell | Kerne (Threads) | Takt (GHz) (a) | Takt (GHz) (a) | L2-Cache (gesamt) | L3-Cache (gesamt) | Modell          | Kerne | Takt (GHz) | TDP     | Einführungs- datum |
| Marke \| Modell | Marke \| Modell | Kerne (Threads) | Basis          | Boost          | L2-Cache (gesamt) | L3-Cache (gesamt) | Modell          | Kerne | Takt (GHz) | TDP     | Einführungs- datum |
| --------------- | --------------- | --------------- | -------------- | -------------- | ----------------- | ----------------- | --------------- | ----- | ---------- | ------- | ------------------ |
| Ryzen Embedded  | R2314           | 4 (4)           | 2,1            | 3,5            | 2 MB              | 4 MB              | Radeon Graphics | 6     | 1,2        | 12–35 W | Q1 2018            |
| Ryzen Embedded  | R2312           | 2 (4)           | 2,7            | 3,5            | 1 MB              | 4 MB              | Radeon Graphics | 3     | 1,2        | 12–25 W | Q1 2018            |

### Zen 2

#### Ryzen Embedded V (Serie 2000)
Gemeinsame Merkmale von Ryzen V2000 Embedded-APUs:
- Sockel: FP6.
- Alle CPUs unterstützen DDR4–3200 im Dual-Channel.
- Alle CPUs unterstützen 20 PCIe 3.0-Lanes.
- Herstellungsprozess: TSMC 7 nm FinFET.

| Marke \| Modell | Marke \| Modell | CPU             | CPU            | CPU            | CPU               | CPU               | GPU             | GPU   | GPU        | TDP     | Einführungs- datum |
| Marke \| Modell | Marke \| Modell | Kerne (Threads) | Takt (GHz) (a) | Takt (GHz) (a) | L2-Cache (gesamt) | L3-Cache (gesamt) | Modell          | Kerne | Takt (GHz) | TDP     | Einführungs- datum |
| Marke \| Modell | Marke \| Modell | Kerne (Threads) | Basis          | Boost          | L2-Cache (gesamt) | L3-Cache (gesamt) | Modell          | Kerne | Takt (GHz) | TDP     | Einführungs- datum |
| --------------- | --------------- | --------------- | -------------- | -------------- | ----------------- | ----------------- | --------------- | ----- | ---------- | ------- | ------------------ |
| Ryzen Embedded  | V2748           | 8 (16)          | 2,9            | 4,25           | 4 MB              | 8 MB              | Radeon Graphics | 7     | 1,6        | 35–54 W | 10. Nov. 2020      |
| Ryzen Embedded  | V2718           | 8 (16)          | 1,7            | 4,15           | 4 MB              | 8 MB              | Radeon Graphics | 7     | 1,6        | 10–25 W | 10. Nov. 2020      |
| Ryzen Embedded  | V2546           | 6 (12)          | 3,0            | 3,95           | 3 MB              | 8 MB              | Radeon Graphics | 6     | 1,5        | 35–54 W | 10. Nov. 2020      |
| Ryzen Embedded  | V2516           | 6 (12)          | 2,1            | 3,95           | 3 MB              | 8 MB              | Radeon Graphics | 6     | 1,5        | 10–25 W | 10. Nov. 2020      |

### Zen 3

#### Ryzen Embedded V (Serie 3000)
Gemeinsame Merkmale von Ryzen V3000 Embedded-APUs:
- Sockel: FP7r2.
- Alle CPUs unterstützen DDR5–4800 im Dual-Channel.
- Alle CPUs unterstützen 20 PCIe 4.0-Lanes.
- Herstellungsprozess: TSMC 7 nm FinFET.

| Marke \| Modell | Marke \| Modell | Kerne (Threads) | Takt (GHz) (a) | Takt (GHz) (a) | L2-Cache (gesamt) | L3-Cache (gesamt) | TDP  | Einführungs- datum |
| Marke \| Modell | Marke \| Modell | Kerne (Threads) | Basis          | Boost          | L2-Cache (gesamt) | L3-Cache (gesamt) | TDP  | Einführungs- datum |
| --------------- | --------------- | --------------- | -------------- | -------------- | ----------------- | ----------------- | ---- | ------------------ |
| Ryzen Embedded  | V3C48           | 8 (16)          | 3,3            | 3,8            | 4 MB              | 16 MB             | 45 W | 27. Sep. 2022      |
| Ryzen Embedded  | V3C18I          | 8 (16)          | 1,9            | 3,8            | 4 MB              | 16 MB             | 15 W | 27. Sep. 2022      |
| Ryzen Embedded  | V3C16           | 6 (12)          | 2,0            | 3,8            | 3 MB              | 16 MB             | 15 W | 27. Sep. 2022      |
| Ryzen Embedded  | V3C44           | 4 (8)0          | 3,5            | 3,8            | 2 MB              | 08 MB             | 45 W | 27. Sep. 2022      |
| Ryzen Embedded  | V3C14           | 4 (8)0          | 2,3            | 3,8            | 2 MB              | 08 MB             | 15 W | 27. Sep. 2022      |

#### Ryzen Embedded (Serie 5000)
Gemeinsame Merkmale von Ryzen 5000 Embedded-CPUs:
- Sockel: AM4.
- Alle CPUs unterstützen DDR4–3200 im Dual-Channel.
- Alle CPUs unterstützen 24 PCIe 4.0-Lanes.
- Herstellungsprozess: TSMC 7 nm FinFET.

| Marke \| Modell | Marke \| Modell | Kerne (Threads) | Takt (GHz) (a) | Takt (GHz) (a) | L2-Cache (gesamt) | L3-Cache (gesamt) | TDP      | Einführungs- datum |
| Marke \| Modell | Marke \| Modell | Kerne (Threads) | Basis          | Boost          | L2-Cache (gesamt) | L3-Cache (gesamt) | TDP      | Einführungs- datum |
| --------------- | --------------- | --------------- | -------------- | -------------- | ----------------- | ----------------- | -------- | ------------------ |
| Ryzen Embedded  | 5950E           | 16 (32)         | 3,05           | 3,4            | 8 MB              | 64 MB             | 0105 W   | 20. Apr. 2023      |
| Ryzen Embedded  | 5900E           | 12 (24)         | 3,35           | 3,7            | 6 MB              | 64 MB             | 0105 W   | 20. Apr. 2023      |
| Ryzen Embedded  | 5800E           | 08 (16)         | 3,40           | 3,7            | 4 MB              | 32 MB             | 65–100 W | 20. Apr. 2023      |
| Ryzen Embedded  | 5600E           | 06 (12)         | 3,30           | 3,6            | 3 MB              | 32 MB             | 065 W    | 20. Apr. 2023      |

### Zen 4

#### Ryzen Embedded (Serie 7000)
Gemeinsame Merkmale von Ryzen 7000 Embedded-CPUs:
- Sockel: AM5.
- Alle CPUs unterstützen DDR5–5200 im Dual-Channel.
- Alle CPUs unterstützen 28 PCIe 5.0-Lanes.
- Herstellungsprozess: TSMC 5 nm FinFET.

| Marke \| Modell | Marke \| Modell | CPU             | CPU            | CPU            | CPU               | CPU               | GPU             | GPU   | GPU        | TDP   | Einführungs- datum |
| Marke \| Modell | Marke \| Modell | Kerne (Threads) | Takt (GHz) (a) | Takt (GHz) (a) | L2-Cache (gesamt) | L3-Cache (gesamt) | Modell          | Kerne | Takt (GHz) | TDP   | Einführungs- datum |
| Marke \| Modell | Marke \| Modell | Kerne (Threads) | Basis          | Boost          | L2-Cache (gesamt) | L3-Cache (gesamt) | Modell          | Kerne | Takt (GHz) | TDP   | Einführungs- datum |
| --------------- | --------------- | --------------- | -------------- | -------------- | ----------------- | ----------------- | --------------- | ----- | ---------- | ----- | ------------------ |
| Ryzen Embedded  | 7945            | 12 (24)         | 3,7            | 5,4            | 12 MB             | 64 MB             | Radeon Graphics | 2     | 2,2        | 065 W | 14. Nov. 2023      |
| Ryzen Embedded  | 7745            | 08 (16)         | 3,8            | 5,3            | 08 MB             | 32 MB             | Radeon Graphics | 2     | 2,2        | 065 W | 14. Nov. 2023      |
| Ryzen Embedded  | 7700X           | 08 (16)         | 4,5            | 5,4            | 08 MB             | 32 MB             | Radeon Graphics | 2     | 2,2        | 105 W | 14. Nov. 2023      |
| Ryzen Embedded  | 7645            | 06 (12)         | 3,8            | 5,1            | 06 MB             | 32 MB             | Radeon Graphics | 2     | 2,2        | 065 W | 14. Nov. 2023      |
| Ryzen Embedded  | 7600X           | 06 (12)         | 4,7            | 5,3            | 06 MB             | 32 MB             | Radeon Graphics | 2     | 2,2        | 105 W | 14. Nov. 2023      |

#### Ryzen Embedded (Serie 8000)
Gemeinsame Merkmale von Ryzen 8000 Embedded-APUs:
- Sockel: FP7r2.
- Alle CPUs unterstützen DDR5–5600 im Dual-Channel.
- Alle CPUs unterstützen 20 PCIe 4.0-Lanes.
- Herstellungsprozess: TSMC 4 nm FinFET.

| Marke \| Modell | Marke \| Modell | CPU             | CPU            | CPU            | CPU               | CPU               | GPU             | GPU   | GPU        | TDP     | Einführungs- datum |
| Marke \| Modell | Marke \| Modell | Kerne (Threads) | Takt (GHz) (a) | Takt (GHz) (a) | L2-Cache (gesamt) | L3-Cache (gesamt) | Modell          | Kerne | Takt (GHz) | TDP     | Einführungs- datum |
| Marke \| Modell | Marke \| Modell | Kerne (Threads) | Basis          | Boost          | L2-Cache (gesamt) | L3-Cache (gesamt) | Modell          | Kerne | Takt (GHz) | TDP     | Einführungs- datum |
| --------------- | --------------- | --------------- | -------------- | -------------- | ----------------- | ----------------- | --------------- | ----- | ---------- | ------- | ------------------ |
| Ryzen Embedded  | 8845HS          | 8 (16)          | 3,8            | 5,1            | 8 MB              | 16 MB             | Radeon Graphics | 12    | 2,7        | 35–54 W | 2. Apr. 2024       |
| Ryzen Embedded  | 8840U           | 8 (16)          | 3,3            | 5,1            | 8 MB              | 16 MB             | Radeon Graphics | 12    | 2,7        | 15–30 W | 2. Apr. 2024       |
| Ryzen Embedded  | 8645HS          | 6 (12)          | 4,3            | 5,0            | 6 MB              | 16 MB             | Radeon Graphics | 08    | 2,6        | 35–54 W | 2. Apr. 2024       |
| Ryzen Embedded  | 8640U           | 6 (12)          | 3,5            | 4,9            | 6 MB              | 16 MB             | Radeon Graphics | 08    | 2,6        | 15–30 W | 2. Apr. 2024       |